# حضارة المايا
المايا (بالإنجليزية: Maya)‏ هي حضارة ظهرت في منطقة أمريكا الوسطى التي تعرف حالياً بغواتيمالا، بليز، هندوراس، السلفادور وتشمل بعض الولايات الجنوبية من المكسيك مثل: كامبيتشي، تشياباس، كينتانا رو، تاباسكو ويوكاتان. 
تأسست خلال الفترة ما قبل الكلاسيكية (حوالي 2000 ق.م إلى 250م)، وفقاً للتسلسل الزمني لمنطقة أمريكا الوسطى، وصلت العديد من مدن حضارة المايا إلى أعلى مستوى لها من التطور خلال الفترة الكلاسيكية (تقريباً من عام 250م حتى عام 900م)، واستمرّت الى ما بعد الفترة الكلاسيكية حتى وصول الإسبان. 
كانت لديهم حضارة يقدر تاريخها بحوالي 3000 سنة. خلال ذلك الوقت الطويل كانوا يتحدثون في تلك الأراضي مئات اللهجات التي ولدت منها  حوالي 44 لغة ماياوية مختلفة. وقد عرفت بأنها الحضارة الوحيدة التي طورت لغة مكتوبة في الأمريكتين في فترة ما قبل كولومبوس، فضلاً عن الفن، الهندسة المعمارية، وأنظمة الرياضيات والفلك.
يشير الحديث عن «حضارة المايا القديمة» إلى تاريخ أحد أهم ثقافات أمريكا الوسطى زمن ما قبل كواً مبوس، لأن لها إرثا علميا وفلكياً مشهوداً وهاماً على مستوى العالم. فقد أسهمت حضارتهم بالكثير من الابتكارات التي نفعت الحضارات الأخرى في وسط أمريكا بسبب التفاعل الكبير والانتشار الثقافي الذي اتسمت به المنطقة. 
لم تقتصر إسهامات حضارة المايا على نشوء عناصر التقدم الحضاري مثل الكتابة، والنقش، والتقويم، بل تطورت هذه العناصر لديهم إلى مستويات متقدمة شكّلت الأساس الحضاري للمنطقة ككل. وقد امتد التأثير الثقافي والعمراني للمايا إلى مناطق واسعة، شملت أجزاء من هندوراس، وبليز، وغواتيمالا، وغرب السلفادور، ووصل إلى وسط المكسيك على مسافة تتجاوز 1,000 كيلومتر (620 ميل) من النطاق الجغرافي الرئيسي لحضارتهم. وتشير الأدلة الأثرية، بما في ذلك العمارة والفنون، إلى وجود عناصر منها خارج منطقتها الأصلية، يُعتقد أنها ناتجة عن شبكات التبادل التجاري والتفاعل الثقافي مع الحضارات المجاورة.
لم يختف شعب المايا نهائياً لا في وقت تراجع الفترة الكلاسيكية ولا مع وصول الغزو الإسباني واستعمارهم للأمريكيتين، حيث يشكل أبناء شعب المايا في الوقت الحالي الأكثرية لسكان جميع مناطق المايا وقد حافظوا على التقاليد المميّزة والمعتقدات التي هي نتيجة لاندماج الأفكار والثّقافات لفترتي ما قبل كولومبوس وما بعد الغزو. في الوقت الحالي ملايين الناس يتحدثون لغات المايا المختلفة.
يوضح الأدب الماياوي حياة هذه الثقافة، ومن الأمثلة على ذلك مسرحية رابينال اتشي المكتوبة بلغة اتشي والتي أعلن عنها من قبل اليونسكو في عام 2005 على أنها من روائع التراث الشفهي اللامادي للبشرية، ومن الأعمال الأدبية بوبول فو للأساطير التأريخية، وكتب شيلام بالام التي تقدر بتسعة كتب. وما دمره الغزو الإسباني هو نموذج لحضارة ماقبل كولومبوس التي تقدر بثلاثة آلاف سنة من التاريخ العريق.

## التغطية الجغرافية

امتداد الحضارة الكلاسيكية ومابعد الكلاسيكية للمايا

امتدت حضارة المايا في جميع أنحاء الولايات الجنوب للمكسيك المعروفة الآن بتشياباس، تاباسكو، وولايات شبه جزيرة يوكاتان مثل كينتانا رو، كامبيتشي ويوكاتان. امتدت منطقة المايا في جميع أنحاء المنطقة الشمالية لوسط أمريكا، حيث تشمل دول الوقت الحالي غواتيمالا، بليز، شمال السلفادور وهندوراس الغربية.
تنقسم منطقة المايا بشكل عام إلى ثلاث مناطق:
- الأراضي المرتفعة : تشمل جميع التضاريس المرتفعة في جواتيمالا ومرتفعات شياباس.
- أراضي جنوب المحيط الهادئ المنخفضة : وتقع جنوب الأراضي المرتفعة وتشمل جزءا من الولاية المكسيكية تشياباس، الساحل الجنوبي لغواتيمالا، بليز والسلفادور.
- الأراضي الشمالية المنخفضة : تغطي أغلبية شبه جزيرة يوكاتان، بما في ذلك الولايات المكسيكية يوكاتان، كامبيتشي وكوينتانا رو، وقسم بيتين في غواتيمالا، وكل بليز. كما تشمل أجزاء من الولايات المكسيكية تاباسكو وتشياباس.[1]

## تاريخ

### قبل الكلاسيكية
وتسمى أيضا بالفترة الزراعية، هناك خلاف على بداية ونهاية فاصل هذه الفترة الزمنية، فقد بين التحليل الكربوني أن شعب المايا قطنوا في كل من كويلو وبليز حوالي 2600 ق.م. وإذا أستندنا إلى تقويم المايا المسمى بتقويم العدد الطويل لوسط أمريكا فإنه يبدأ بتاريخ يعادل 11 أغسطس 3114 ق.م.
لكن وجهة النظر المقبولة بشكل اوسع، هي أن أولى مستوطنات المايا نشأت حوالي عام 1800 ق.م في منطقة سوكونوسكو عند ساحل المحيط الهادئ، وعرفت هذه الفترة باسم بدايات ما قبل الكلاسيكية، حيث تميزت بالمجتمعات المتحضرة وتطورت اللغة واكتسب الشعب الخبرة وبدأوا بصناعة الفخار والتماثيل الصغيرة المصنوعة من الطين المحروق.
تقول إحدى النظريات بناء على بعض الدراسات على الفخار أن ساحل المحيط الهادئ من شرق أواكساكا إلى السلفادور كان يسكنها أسلاف شعب الميكسي والبوبولوكاس الحاليين وذلك فترة قبل الكلاسيكية، وفي عام 1200 ق.م أحد هذه المجموعات من المايا هاجرت إلى خليج المكسيك حيث حضارة الأولمك المتقدمة.تم العثور على أقدم نموذج للفخار في هذه المنطقة وهو فريد من نوعه يسمى أوكوس - (Ocós) يعود إلى موطنه الأصلي غواتيمالا حوالي 600 سنة قبل حضارة الأولمك.
هاجر المتحدرين من الأولمك إلى منطقة بيتين في غواتيمالا، وأختلطوا بعد ذلك مع السكان المحليين مما كون لغة المايا البدائية (بروتومايا -"protomayas") وتبين بعض القطع الأثرية الموجودة في بيتين هجرة شعب المايا إلى حوض ميرادور الكبير وتأسيس بعض المدن مثل ناكب [الإنجليزية]، الميردور، وسيفال [الإنجليزية] وقد أشتهرت هذه المدن باللوحات الجدارية التي تعتبر من أقدم وأرقى الآثار في المايا، وهذه المدن الكبيرة جعلت المايا تتميز في الفتر الكلاسيكية، مما يفسح المجال للشك أن ثقافتي الأولمك والمايا تطورتا بشكل مستقل.
فيما بعد وبالتحديد في فترة ما بعد الكلاسيكية هاجرت بعض الجماعات إلى شمال بيتين (شبه جزيرة يوكاتان) وبقيت بعضها؛ وهذا ما يفسر اختلاف قبائل المايا مثل شعب الإيتزا، توتول-زيو [الإنجليزية]، كوكومز [الإنجليزية]، شعب التزيلتال [الإنجليزية]، شعب اللاكاندون، إلخ)، وتشترك كل قبيلة بنفس الصفات لكن مع اختلاف اللهجات. في وقت الغزو الإسباني تكيفت كل من هذه القبائل ذات الثقافات المختلطة والفريدة وأصبحت مستقلة في تقاليدها. بمرور الوقت ازدهرت حضارة المايا العظيمة وبلغت ذروتها في شمال بيتين، حوض ميرادور، وفي قلب الغابات الاستوائية؛ وأصبحت هي مركز المايا. يعتقد البعض أن شعب المايا أخذ نمط الحياة من الأولمك، بالرغم من وجود دلائل مؤخرة تنفي ذلك في كل من بيتين، الميردور، سيفال، إلخ. منذ ذلك الوقت تطورت حياتهم وأستقرت وتكيفوا مع الطبيعة وعرفوا كيف يتواصلون معها.
تشير التقديرات إلى أن غابات بيتين لم تكن مأهولة بالسكان منذ 3000 سنة ق.م، حتى أتى أوائل المزارعين وبنوا أكواخهم على ضفاف نهر باشن [الإنجليزية] وحوض ميرادور [الإنجليزية]، وهذا ماأظهرت بعض العينات من حبوب لقاح الذرة في بحيرات حوض ميرادور التي تعود إلى 2750 ق.م. بعد ذلك أرتبطوا بشعوب مرتفعات غواتيمالا عام 1000 ق.م في تاكاليك اباج [الإنجليزية]، وعام 800 ق.م في كامينالويو [الإنجليزية]، وعام 900 ق.م في السلفادور وساحل خليج المكسيك. في عام 1000 ق.م تقريبا توسع أنتشار السكان في جميع أنحاء المنطقة الوسطى وبدأوا في التحضر، وتوظيف النظم الزراعية المعقدة والتنظيم السياسي المتقدم المسيطر على النمو السكاني والتسلسل الهرمي الداخلي، حيث أحتل النبلاء والكهنة مناصب السلطة. وبدأوا بتقسيم العمال على المهن المتنوعة: الزراعة، الصيد، صيد الأسماك، الحصاد، صناعة الفخار، الصناعة الحجرية، صناعة الغزل والنسيج، التجارة، والعقائد الدينية.
أعطى العمال الأولوية لزراع الذرة، الفاصوليا، الكاكاو واليقطين، في حين أن صيد الحيوانات والسمك وجمع الثمار تعتبر تكميلية؛ ولذلك عرفت هذه الفترة بالزراعية.
تبين الأدلة الأثرية أن المايا قد بدأوا بتشييد الأبنية الاحتفالية منذ 3000 سنة مضت. وهناك خلاف بين حول الحدود الفاصلة للحضارة الثقافية والمادية للمايا القديمة وحضارة ما قبل الكلاسيكية المجاورة لها في أمريكا الوسطى كثقافة الأولمك في الأراضي المنخفضة (تاباسكو) وكذلك مع الناطقين بلغتي الميكسي-زوكو والزابوتيك في تشياباس وواهاكا الجنوبية. ويوجد العديد من النقوش القديمة والمباني المهمة في هذه المنطقة المتداخلة، وتشير الدلائل إلى أن ثقافتي المايا القديمة والأولمك أثرت بعضها البعض. وأقدم المعالم الأثرية الموجودة تتكون من تلال الدفن البسيطة، بعد ذلك شيدت اسلاف الأهرامات.
اكتشف العديد من المستوطنات البشرية أواخر ما قبل الكلاسيكية، من بينها:
- سانتا مارتا (تشياباس) (Santa Marta) حيث وجدت بدايات صناعة الخزف وزراعة الذرة المؤرخة عام 1320 ق.م.
- أولمك المتأثرة : تشيابا دي كورسو (Chiapa de Corzo)، تونالا (Tonalá)، بادر بدرا (Padre Piedra)، إزابا (e Izapa).
- كامبيتشي (Campeche): إدزنا (Edzná)، زيكالانجو (Xicalango)، تيكسشل (Tixchel)، وسانتا روزا (Santa Rosa Xtampak).
- يوكاتان (Yucatán): ياكسونا (Yaxuná)، اكانسيه (Acanceh)، زيبيلكلتون (Dzibilchaltún).
- كالكوابا (Chalchuapa): الترابخ (El Trapiche)، كازابلانكا (Casa Blanca)، لاجونا كوزكاشاب (Laguna Cuzcachapa)، لاس فيكتوريا (Las Victorias) وبوليناس (Bolinas).
- كامينالويو (Kaminaljuyú) في غواتيمالا الجنوبية.

سيطرت آخر مستوطنة (كامينالويو) المتواجدة في مرتفعات غواتيمالا على العلاقات التجارية في المنطقة مع بقية المستوطنات في أمريكا الوسطى وضلت قرون عديدة تسيطر على مصادر الأحجار الكريمة مثل اليشب والسبج في بيتين وسهول المحيط الهادئ حتى تم غزوها عام 400 م من قبل محاربين من وسط المكسيك من مدينة (تيوتيهواكان) القوية.

### الفترة الكلاسيكية

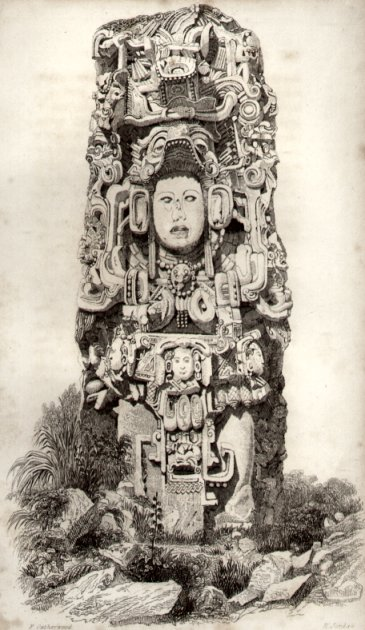
لوحة لكوبان كما رسمها فريدريك كاثروود عام 1839.

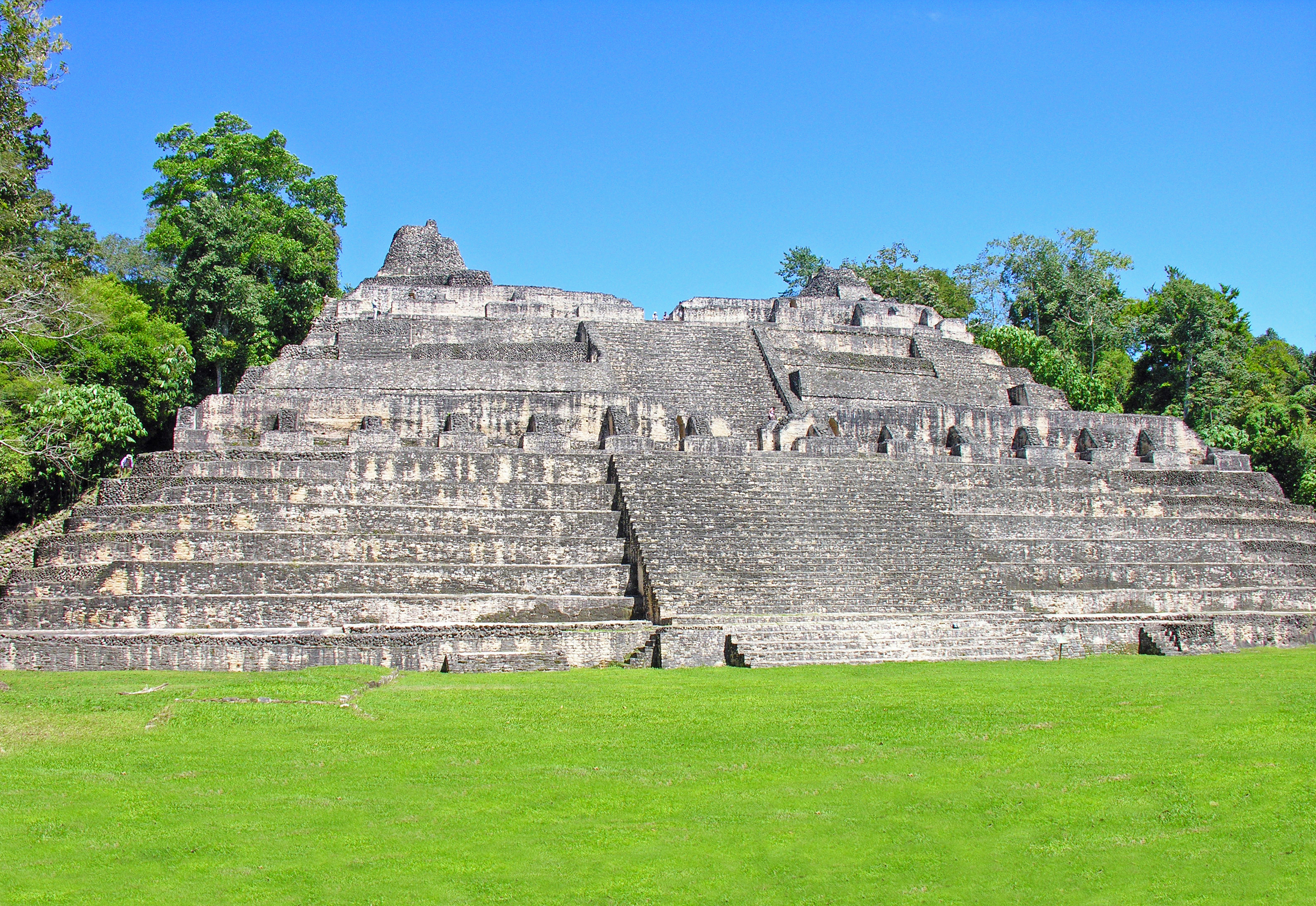
هرم (كانا - "Caana") في كاراكول. يقدر ارتفاعه 140 قدم.

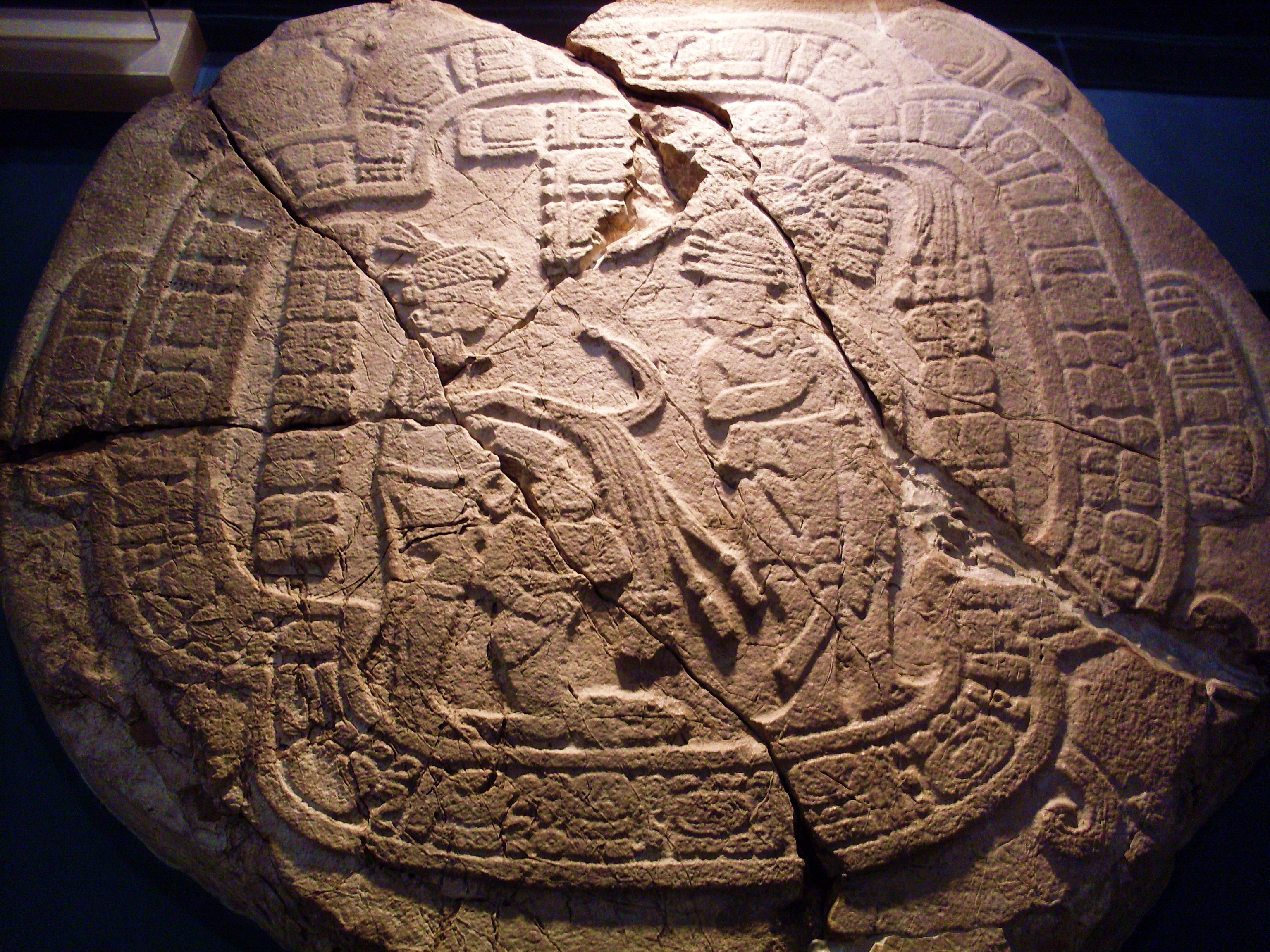
المذبح 13 في كاراكول.عام 830 م.

الفترة الكلاسيكية أو الفترة الدينية (320 - 987 م)، سميت بذلك لأنه كان يعتقد في البداية أن مجموعة كانت تمارس السلطة السياسية والكهنوتية والحياة الاقتصادية والاجتماعية والثقافية ووضعتها حول الدين. وكان للكهنة أهمية كبيرة في حكومة ولايات المايا الكلاسيكية ولكنها لم تتولى السلطة الكاملة. والفئة النبيلة من المحاربين هي التي تركزت على السلطة. وقد تشوهت صورة المايا كمجتمع يحكمه الكهنة عندما تبين أن المدن كانت في حروب مستمرة مع بعضها البعض. شهدت المايا في هذه الفترة الذروة في البناء على نطاق واسع والتحضر، وتسجيل النقوش، وتعتبر فترة هامة للتطور الفكري والفني ولا سيما في المناطق الجنوبية المنخفضة. تطورت الزراعة بشكل كبير وأصبحت نشاط اقتصادي أساسي وكانت تمارس من قبل عدد كبير من المزارعين، حيت تم تقسيم العمل المعقد وبالتالي أدى إلى تقسيم طبقي اجتماعي قوي.
أشهر المواقع المهمة في هذه الفترة هي:
تيكال (Tikal)، واكساكتون (Uaxactún)، بيدراس نيغراس (Piedras Negras)، كانكوين (Cancuén)، كاراكول (Caracol)، ياكسا (Yaxhá)، نارانخو (Naranjo)، زولتون (Xultún)، ريوازول (RíoAzul)، ناشتون (Naachtún)، دوس بيلاس (Dos Pilas)، ماشاكويلا (Machaquilá)، اجواتكا (Aguateca)، كومالكالكو (Comalcalco)، بومونا (Pomoná)، مورال ريفورما (Moral Reforma)، بالينكي (Palenque)، ياكسشيلان (Yaxchilán)، كانكي (Kankí)، بونامباك (Bonampak)، كويريغوا (Quiriguá)، تولوم (Tulum)، إدزنا (Edzná)، أوكسكينتوك (Oxkintok)، سيبال (Ceibal)، زامانتون (Xamantún)، كوبان (Copán)، سان أندريس (San Andrés)، ياكسكانا (Yaaxcanah)، كوبا (Cobá)، السيدرال (El Cedral)، ايشباتون (Ichpaatún)، كانتونيلكن (Kantunilkín)، كوك (شانكا) (Kuc (Chancah، كوسيكان (Kucican)، تازومال (Tazumal)، لاسموراس (LasMoras)، ماريو أنكونا (Mario Ancona)، مويل (Muyil)، اوكسلاكمول (Oxlakmul)، اوكستانكا (Oxtancah)، اوكسهيندزونزت (Oxhindzonot)، ريوايندو (RíoIndio)، سان انطونيو الثالث (San Antonio III)، نوكو بونتا باجاروس (Nohkuo Punta Pájaros)، سان مانويل (San Manuel)، سان ميغيل (San Miguel)، سان كلاوديو (San Claudio)، تورتوجويرو (Tortuguero)، بونتامولاس (PuntaMolas)، تامالكاب (Tamalcab)، معبد هيجوراس (Higueras)، توباك (Tupack)، زلاهباك (Xlahpak)، زيبانشي (Tzibanché) وكوهونلش (Kohunlich).

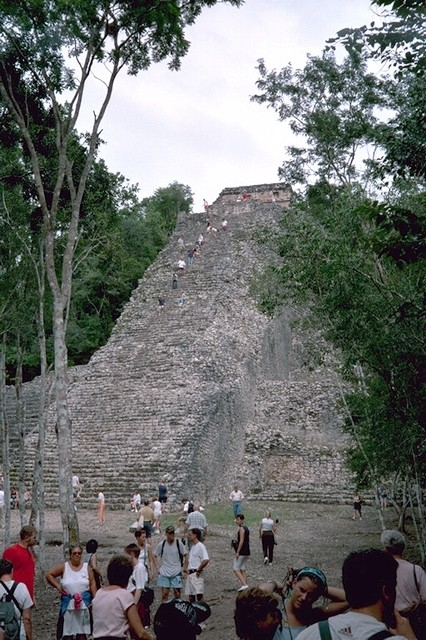
كوبا.

أهم مركزين في منطقة إدارة بيتين هما:
- واكساكتون (600 ق.م - 889 م): تقع على بعد 25 كيلومترا الشمال من تيكال (غواتيمالا)، فيها أقدم معبد للمايا معروف في المنطقة، وهي أول مكان لوحظ في وجود الأقواس الحجرية.
- تيكال (800 ق.م - 869 م): تقع في وسط الغابات ويظهر عليها التأثير الكبير لتيوتيهواكان حيث سكنها 100,000 نسمة لحظة ذروتها، وهي أكبر مدينة في أمريكا في فترة أواخر الكلاسيكية.

يعتمد هذان المركزان على شبكة تجارية معقدة وتقع في مكان استراتيجي بين نهرين يصبان في خليج المكسيك والبحر الكاريبي.
كوبان (هندوراس) أكثر المدن روعة ففي عام 736 م كانت المركز العلمي للمايا، حيث التقدم في علم الفلك إلى درجة أنهم تمكنوا من تحديد مدة السنة المدارية ووضعوا جداول الخسوف والكسوف ووضعوا المعادلات لضبط التقويم ليصبح بنفس دقة المستخدم حاليا.

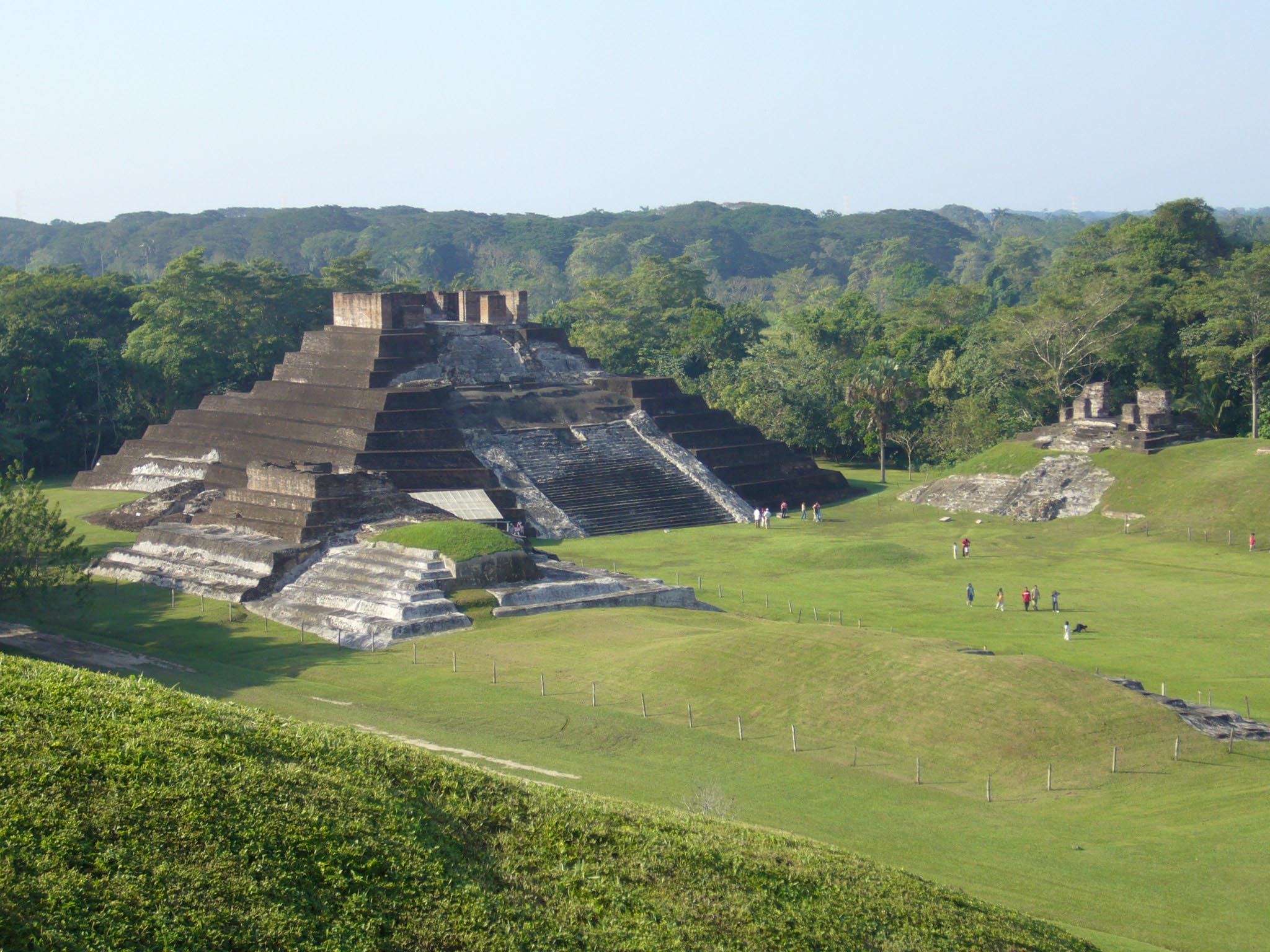
منطقة كومالكالكو الأثرية في تاباسكو. المدينة الماياوية الوحيدة المبنية من الطوب المحروق.

مدينة كومالكالكو (ولاية تاباسكو) تقع أقصى غرب المايا، وتتسم بقلة الحجارة، حيث أن سكانها يشيدون المباني من الطوب المحروق ويلصق بخليط من الجص المصنوع من صدف المحار. وتتميز هذه المنطقة بالإنتاج الرئيسي للكاكاو، حيث أن بذور الكاكاو كانت تستخدم كعملة للتبادل التجاري بين الحضارات الأخرى في أمريكا الوسطى. وجد في كومالكالكو أقنعة وجه مختلفة، لوحات تذكارية، قبور مع رفات بشرية، وأول مقبرة تضم ما مجموعه 116 قبر يزيد عمرها عن ألف سنة. كانت هذه القبور موجود في 3 كثبان ترابية وتبلغ مساحتها من 220 م²، وتقع على المحيط الخارجي للموقع الأثري.
في هذا الفترة وجد أكثر من 100 لوحة تذكارية في مدينة كالاكمول - (كامبيتشي)، وازدهرت كوابا - (كينتانا رو) في عام 623 م. حيث تمثل أقدم مركز ديني في شبه جزيرة يوكاتان الشمال شرقية.
تغطي المراكز المهمة مساحة 100 كم² ويغطي مركزها الرئيسي حوالي 2 كم²؛ وقد تم ربطها ببعض بسلسلة طرق صممت لضمان السيطرة الاقتصادية والسياسية في الإقليم، بالإضافة لتأمين وسائل اتصال مميزة فيما بينها، وقد تم بدأ بناء هذ الطرق بين عامي 600 و800 م تقريبا، وهو الوقت الذي نحتت فيه اللوحات التذكارية الضخمة. ويظهر التقدم الحضاري في الثلاثة مجموعات من المباني الاحتفالية: (Nohoch Mul ,Chumuc Mul ,Macanxoc) وبلغ عدد السكان إلى 70,000 نسمة، وفي عام 1000 م تمت السيطرة على الطريق التجاري للساحل الشرقي والأوسط وشمال شبه جزيرة يوكاتان.

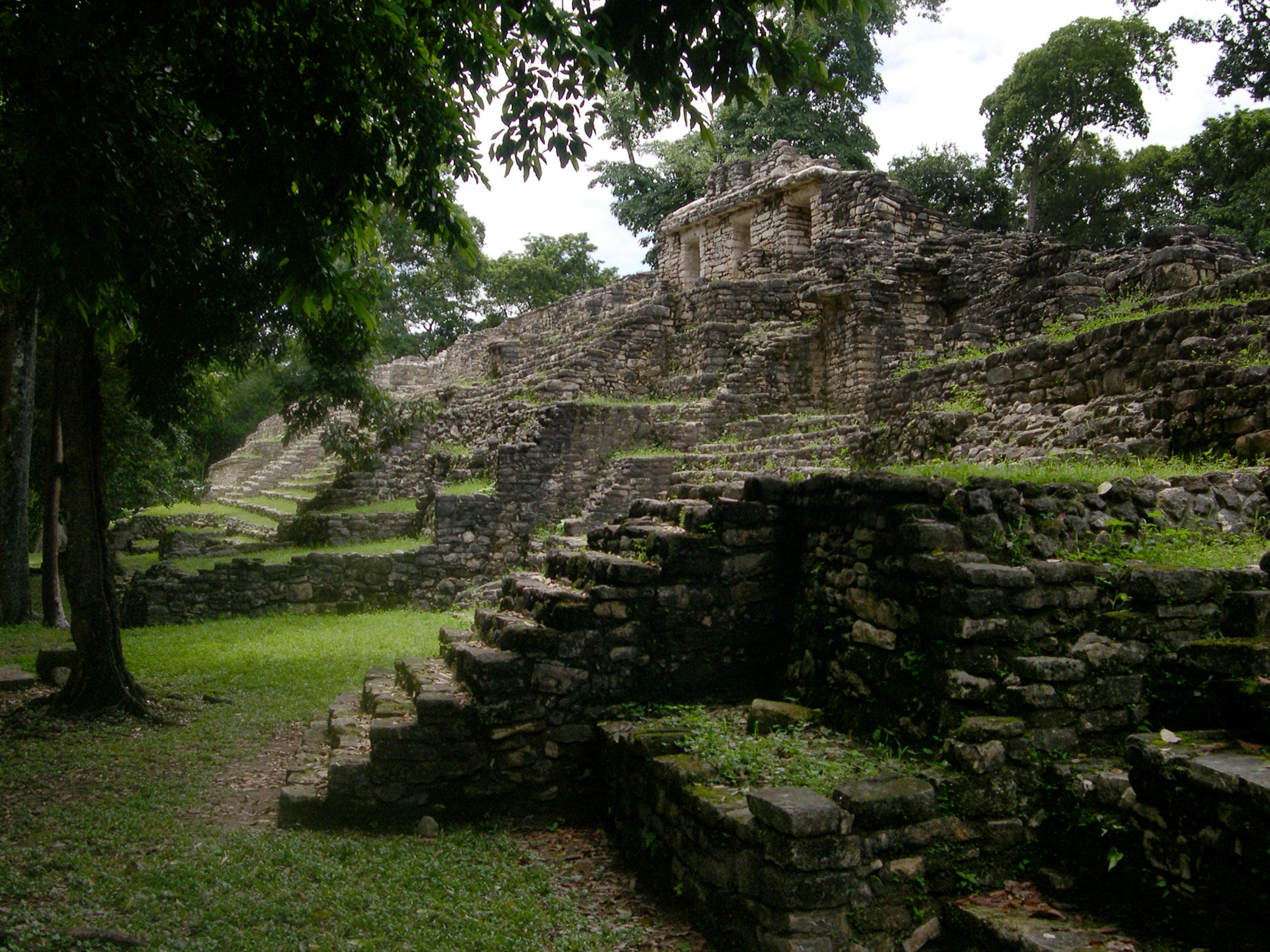
هرم في ياكسشيلان.

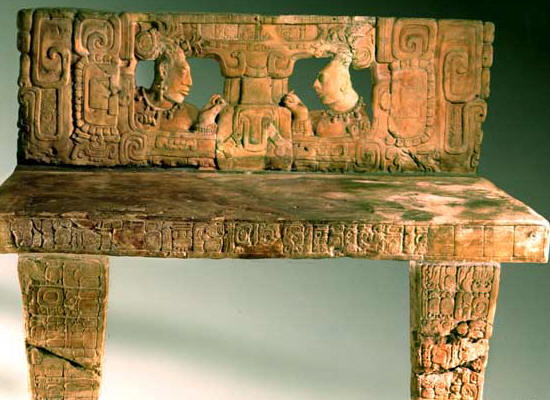
العرش 1 في بيدراس نيغراس

اتخذت حضارة المايا المدن التالية كمراكز لها:
- بالينكي، تقع في غابات تشياباس، وقد وصلت ذروتها بين عامي 695 - 799.
- ياكسشيلان.
- بونامباك.
- بيدراس نيغراس.

وقد عثر في هذه المنطقة يعض الدلائل على قتال حدث بين الجنود وبعض السجناء.
تعتبر بيكان التي تقع في كامبيتشي أحد الأمثلة للمدينة المحصنة في المايا ويحيط بها خندق جاف.
قبل اكتمال الفترة الدينية المهمة لتقوية العلاقة الوثيقة والطويلة بين مناطق المايا ووسط المكسيك وبخاصة مع تيوتيهواكان وكانت بين القرنين الخامس والسابع. سيطرت التيوتيهواكان على جميع مراكز المايا في هذه الفترة من خلال الحرب والسياسة، وبصفة أكبر من خلال التأثيرات الثقافية والوصول إلى الموارد الطبيعية مثل الكاكاو الذي يعتبر من السلع الأساسية في الشبكات التجارية. في البداية ظهر أن حضارة المايا أخذت من التيوتيهواكان ثم واصلت تطورها بنفسها، لكن بعد تحليل بعض الأدلة كالمباني واللوحات التي وجدت في تيكال وكامينالويو تبين أنها تشير إلى أن حرب وقعت بين شعبي التيوتيهواكان والمايا مما يدل على أن السلطة كانت للمحاربين في هذه الفترة.
يمكننا أن نستنبط أن التفكك الدراماتيكي الغير مفهوم لهذه المراكز القوية للعبادات والاحتفالات مرتبطة بسقوط التيوتيهواكان نفسها.

### سقوط المايا الكلاسيكية
توجد احتمالات كثيرة عن «سقوط المايا الكلاسيكية» منها أن انحلال واختفاء المراكز الدينية لحضارة المايا، الذي سبب في ذلك الصدع بين عامي 750 و900 م. بعد ذلك تراجعت مراكز المايا الموجودة بالأراضي الجنوبية المنخفضة وذلك خلال القرنين الثامن والتاسع وتمت هجرتها بعد ذلك بوقت قصير. وقد صاحب هذا التراجع توقف أعمال النقش الأثرية وتوقف العمران، ولايوجد أي تفسير لهذا الانهيار.
تنقسم الاحتمالات الغير - بيئيّة لتراجع المايا لعدة أسباب، ومثال ذلك زيادة العدد السكاني والغزوات الخارجية وثورة الفلاحين ضد تسلط النبلاء والكهنة. ويضاف إلى ذلك أن تيوتيهواكان تعرضت للنهب والحرق حتى أصبحت رمادا من قبل قوّات مجهولة لوقف سيطرتها على مناطق المايا. وانهارت الطرق التجارية الرئيسية وتوقف الازدهار الاقتصادي والثقافي فجأة لينتقل إلى كسوتشيكالكو ثم بعد ذلك إلى تولتك في وادي المكسيك.
أمّا الاحتمالات البيئيّة فتشمل الكوارث البيئية، الأمراض الوبائية، وتغير المناخ. هناك أدلة تبين أن سكان المايا استهلكوا المقدرات البيئة مثل استنفاد الإمكانات الزراعية وفرط صيد الحيوانات الضخمة. يعتقد بعض العلماء أن جفاف حاد استغرق 200 سنة أدى إلى انهيار حضارة المايا. وهذه النظرية نشأت من بحوث قام بها علماء الفيزياء بدراسة قيعان البحيرات، حبوب اللقاح القديمة، وغيرها من البيانات. أحدث الأبحاث لعام 2011، تمت باستخدام نماذج مناخية عالية الدقة وإعادة بناء المناظر الطبيعية الماضية من جديد، وقد بينت هذه الأبحاث إلى أن تحويل شعب المايا معظم غاباتهم إلى أراض زراعية قد أدى إلى انخفاض التبخر وبالتالي انخفاض سقوط الأمطار، وبالتالي زيادة الجفاف. بينت دراسة نشرت في مجلة ساينس عام 2012 أن معدل هطول الأمطار لم يبلغ سوى 25% إلى 40% من معدل هطول الأمطار السنوي، وكانت نقطة تحول المايا إلى الانهيار. كان الباحثون قادرين على تحديد كمية الأمطار السنوية في المنطقة بناء على عينات من رواسب البحيرات والكهوف المحيطة بالمدن الرئيسية للمايا. استغرق الجفاف في ذلك المكان ما بين 800-950 م وكانت كافية للنقص السريع لموارد المياه المفتوحة. ورقة أخرى من نفس المجلة تدعم وتوسع هذا الاستنتاج على أساس تحليل النظائر للمعادن المجودة في صواعد الكهوف. يقول التقرير أن سقوط الأمطار الكثيفة بين عامي 440 و660 م جعل المايا في ازدهار في البداية، وبعد ذلك أدت سنوات الجفاف التالية إلى معارك واسعة النطاق وسببت تدهور حضارة المايا.

### ما بعد الكلاسيكية
المدة الزمنية لهذه الفترة (1000 - 1687 م). عندما تخلى شعب المايا عن المراكز الاحتفالية خلال الفترة الكلاسيكية، تولدت قوة لتيارات لهجرة جماعات عرقية معينة مع المايا في المنطقة، حيث جلبوا معهم ثقافات تحتوي على مزيج من الناواتل.
يسمى هذا التدفق من المهاجرين بوتون أو شونتال مايا، حيث عاشوا في تاباسكو الجنوبية وكان لهم علاقات تجارية مع شعوب وسط المكسيك وجماعات الناهوا في اطراف منطقة المايا. ووجود هذا الاختلاط يكسر توازن عالم الثيقراطية وقد استفادت بوتون من سقوط هذا الترتيب لتتقدم بشكل جديد من أشكال الحياة والسيطرة على المنطقة.
وكان إقليم التي جاءت إليه جماعة بوتون في دلتا نهر أوسوماسينتا ونهر جريجالفا حيث تكثر في تلك المنطقة الأنهار، الجداول، بحيرات شاطئية والمستنقعات وتسود وسائل النقل المائي، وهذا جعل من البوتون بحارة وتجار متميزين حيث سيطروا على الطرق البحرية التجارية في جميع أنحاء شبه جزيرة يوكاتان. أستوطن شعب البوتون في منطقة جنوب نهر باشن وأطلقوا عليها اسم «أكلان» (Acalán) أي ('أرض الزوارق'). وتكون فيها مدينتين رئيسيتين هما:
- بوتونشان (Potonchan)، وتقع عند مصب نهر جريجالفا.
- ايتزامكاناك (Itzamkanac)، تقع عند نهر كانديلاريا.

وأصبحت ايتزإمكاناك عاصمة«أكلان» (Acalán)، وسيطروا على التجارة مع شعب الزوكو [الإنجليزية] وسكان مرتفعات تشياباس. وبما أن ايتزإمكاناك بعيدة جدا عن المنبع لبناء ميناء رئيسي للتجارة بالتالي أصبحت زيكالانغو (Xicalango) مركز تجاري كبير تقع في بحيرة لاغونا دي تيرمينوس [الإنجليزية] وأصبحت تحت سيطرتهم. وأنشأوا العديد من الموانئ في الطرق، منها كوزوميل، إكسيلا، خليج اسينشن وبول (تسمى الآن كسكاريت)، كوينتانا رو.
عام 918 استحلت قبيلة الايتزا منطقة تشيتشن وأطلقوا عليها اسم (تشيتشن إيتزا). وفي عام 950 سيطروا على جميع المناطق الشرقية وصولا إلى باكالار وشيتومال. بعد ذلك كون شعب البوتون اتصالاتهم مع جيرانهم المكسيكيين في جنوب كامبيتشي.
بحلول عام 1000 شكلت تشيتشن إيتزا تحالف مع الكوكوم [الإنجليزية] من مايابان وزيو من أوكسمال، وعرفت هذه الشراكة بكونفدرالية مايابان، وفي عام 1194 أصبحت تحت قيادة هوناك سيل [الإنجليزية] زعيم فبيلة الكوكوم. أدت المعارك إلى هزيمة كل من إيتزا وتوتلوزيو، وفي أواخر القرن الثالث عشر انتهى ازدهار تشيتشن إيتزا وأصبح حكام مايا-تولتك في حالة من الفوضى، بعد ذلك تخلى الإيتزا عن مدينتهم وذهبوا إلى أدغال بيتين المهجورة وأنشأوا مدينة جديدة تقع في جزيرة تايسال [الإنجليزية] الواقعة في بحيرة بيتين إيتزا. انتهت سيادة مايابان في 1441 على يد آه زوبان أحد زعماء زيو، وقتل العائلة المالكة لالكوكوم. وكانت الميابان في أوجها حيث أن عدد سكانها يصل إلى 12,000 نسمة وكانت مدينة محصنة ومحاط بالأسوار الحجرية التي تأثرت بحضارة التولتك في الهندسة المعمارية.
أحتفظ البوتون على قوتهم في منطقة باكالار وشيتومال خلال هيمنة المايابان (1200 - 1480) ولم يتركوا منطقتهم السابقة بوتونشان. بعد سقوط مايابان تم تقسيم شبه جزيرة يوكاتان إلى 16 ولاية صغيرة، بقيادة زعيم لكل ولاية، وكانت المنافسة قائمة بينهم لدرجة الحروب وخاصة بين زيو وكوكوم، وأستمر هذا الوضع حتى وصول الإسبان.
نجت بعض شعوب وسط بيتين من «سقوط الفترة الكلاسيكية» ومن هذه الشعوب:
- شعب إيتزا وأتخذوا تاياسال عاصمة لهم.
- شعب الكووه وأتخذوا زابتين عاصمة لهم.
- يالاين وأتخذوا كويكسل عاصمة لهم.

وفي عام 1250 اعادوا تشكيل انفسهم كدول متنافسة، وحكموا جميع المناطق التي على ضفاف بحيرات بيتين.
وقد ظهرت دول أخرى للمايا في المرتفعات الجنوبية مثل كيشي مملكة كوماركاج أنتجت أشهر عمل للمايا في الأساطير التأريخية (بوبول فوه - Popol Vuh). أما با النسبة لممالك المرتفعات الأخرى فتشمل شعب المام [الإنجليزية] في هويهويتينانغو، شعب الكاكشيكل [الإنجليزية] في لكسيمش [الإنجليزية]، شاجوما [الإنجليزية] في ميكسكو فيجو [الإنجليزية]، وشعب الشوج [الإنجليزية] في سان ماتيو ايكستاتان [الإنجليزية].

### فترة الاستعمار
بعد وقت قصير من البعثات الاستكشافية الأولى للمنطقة بدأ الإسبان بعدة محاولات لإخضاع المايا الذين كانوا يعادون التاج الإسباني وإقاموا المستعمرات في أراضي شبه جزيرة يوكاتان ومرتفعات غواتيمالا. من شأن هذه الحملة التي تسمى «الغزو الأسباني ليوكاتان» أن تكون عملية مطولة وخطرة على الغزاة منذ البداية حيث استغرقت نحو 170 عاما واستعمل فيها عشرات الآلاف من المساعدين الهنود قبل سيطرة إسبانيا الموضوعية على جميع أراضي المايا.
وعلى عكس إمبراطوريتي الأزتك والإنكا لم يكن هناك أي مركز سياسي للمايا، من شأنه عندما يطاح به أن يعجل في نهاية المقاومة الجماعية للشعوب الأصلية. وبدلا من ذلك، احتاجت قوات الغزو إلى إخضاع العديد من الأنظمة السياسية المستقلة الحاكمة للمايا واحدا تلو الآخر، وبقي الكثير منها يقاوم بشراسة. كان دافع معظم الغزاة جني الثروة الكبيرة عن طريق الاستيلاء على موارد المعادن الثمينة كالذهب والفضة؛ ولكن أراضي المايا كانت فقيرة جدا لهذه الموارد. فأصبح ذلك عامل آخر لإحباط التصميم الإسباني للغزو، لأن ما جذبهم هي التقارير التي تقول أن وسط المكسيك أو بيرو غنية بالثروات.
تسببت كل من الحكومة الإسبانية ومعها الكنيسة بتحطيم وحرق جميع النقوش المكتوبة والكتب ومعها كنز من المعلومات عن المايا وكتاباتهم، كل ذلك بحجة أنها مخالفة للدين المسيحي.

## الملك والحكم

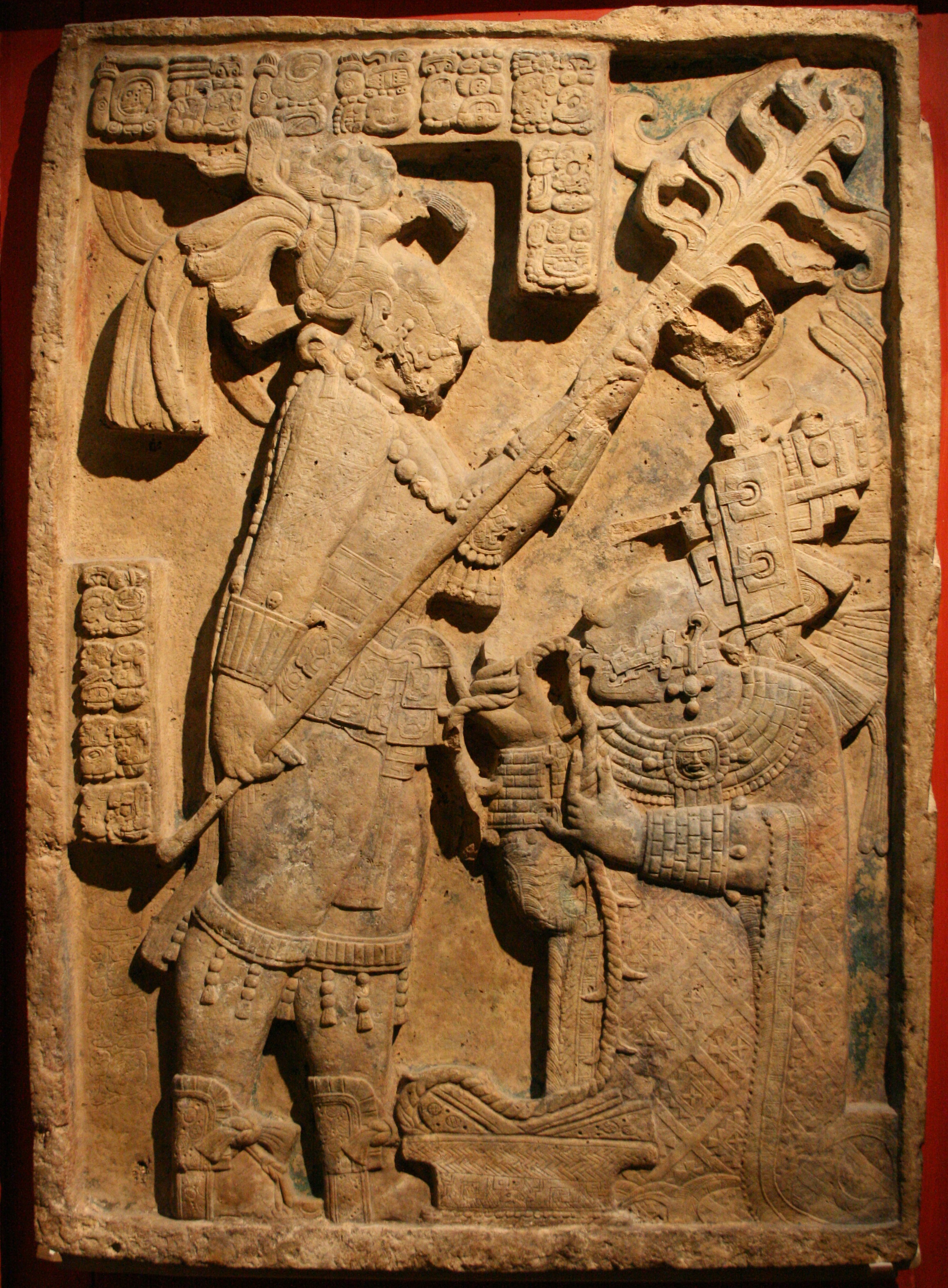
السيدة شوك، عمة زوجة الملك جاكوار المدرع الثاني 709 م.

الحكم في المايا الكلاسيكية هرمية صغيرة برئاسة حاكم وراثي يعرف باسم (ajaw). كانت هذه الممالك عادة ليست أكثر من عاصمة وبجوارها عدد قليل من البلدات الصغيرة، وإن كانت هناك ممالك أكبر تحكم أراضي كبيرة تحت رعاية أنظمة سياسية أقل.[بحاجة لمصدر] كان لكل مملكة اسم لا يتوافق بالضرورة مع أي منطقة داخل أراضيها. وكانت هويتها الوحدة السياسية المرتبطة بسلالة حاكمة معينة. على سبيل المثال، الموقع الأثري (نارانخو) كان عاصمة مملكة سال. كانت أرض المملكة (تشان تشن - chan ch’e’n) وعاصمتها تسمى (واكابنال - Wakab'nal) أو (ماكسام - Maxam) وكانت جزءا من أكبر كيان جغرافي معروف باسم (هوك تسوك -Huk Tsuk). المثير للاهتمام، أنه بالرغم من الحروب المستمرة والتحولات النهائية في السلطة الإقليمية، فإن معظم الممالك بدأت تختفي من الساحة السياسية حتى انهيار النظام برمته في القرن التاسع للميلاد. وفي هذا الصدد، فإن ممالك المايا الكلاسيكية شبيهة بشكل كبير للأنظمة السياسية في أواخر ما بعد الكلاسيكية التي واجهها الإسبان في يوكاتان ووسط المكسيك:
يمكن أن تكون بعض الأنظمة السياسية تابعة لحكام متسلطين من خلال الغزوات أو السلالة وحتى الآن استمرت على أنها كيانات مستقلة.[بحاجة لمصدر]
تزايد قبول الماياويين للمحكمة النموذجية الخاصة بمجتمعات المايا الكلاسيكية الأمر الذي يشدد على مركزية الأسرة المالكة وخاصة الملك. وهذا الأسلوب يركز على أماكن المايا الأثرية كتجسيد للأنشطة المتنوعة للأسرة المالكة. ويعتبر دور الأماكن (بما فيها مساكن الملوك والنبلاء، غرف العرش، المعابد، قاعات وساحات الاحتفالات العامة) توطيد وترسيخ القوة والتسلسل الهرمي الاجتماعي، وأيضا في إبراز القيم الجمالية والأخلاقية لتحديد مجال اجتماعي أوسع.
تصف مصادر أسبانية دائما أنه حتى أكبر مستوطنات المايا المشتتة كمجموعات من المساكن فهي مجمعة حول المعابد وقصور السلالة الحاكمة والنبلاء الأقل مكانة. لاتظهر مدن المايا الكلاسيكية أي دليل على التخصص الاقتصادي والتجارة في نطاق تينوتشتيتلان المكسيكية.
بالمقابل يمكن أن ينظر لمدن المايا كعائلات مالكة كبيرة، وأنشطة إدارية وطقوس محلية للبلاط الملكي.

## النظام الاجتماعي
كان الملوك يطلق عليهم لقب كولاهو - (k’ul ahau) ومعناها الحاكم الأكبر والمقدس لأن الملك كان له السلطة السياسية والدينية. وكان الملوك يحكمون من خلال مجلس حكم وراثي لكن سلطاتهم تهاوت بعد ظهور المؤسسة الدينية التي كان للكهنة فيها سلطتهم، فكان يتولى حكم كل مدينة ملك يعتبر الكاهن. وكان الصفوة أغنياء مرفهين وعامة الشعب فقراء مدقعين. كان النبلاء يعيشون في بيوت بنيت من الحجارة المنحوتة وجدرانها جصية عليها رسوم، وكان الموتي من النبلاء يدفنون في قبو حجري ومعهم مقتنيات من الفخار والأحجار الكريمة وأحيانا كان يوضع معهم أضاحي بشرية لخدمتهم بعد الموت. كان الرجال والأطفال الكبار بعملون بالفلاحة والصيد ويؤدون ثلثي خراجهم للطبقة الحاكمة ويسخرون في العمل عندهم، وكانت النسوة يعملن بالحياكة وكن يلبسن ملابس مطرزة كالجيبات والبلوزات، وكن يمشطن ويطيلن شعورهن وكانت تسريحة الشعر تميز طبقة المرأة في المجتمع. يتزين الرجال والنساء بالوشم المتقن. كانت تجارة العبيد سائدة حيث يبيعون الأسري المجرمين والعبيد ولاسيما وأن الفقراء كانوا يبيعون أنفسهم في أسواق النخاسة، وكانوا إما يعملون في الأعمال الشاقة أو يذبحون كأضاحي تدفن مع سادتهم ليخدموهم بعد الموت.
كانت مجتمعات المايا تعيش مستوطنات عشائرية لها رؤساء وكانوا حكاما بالوراثة أيضا، وكانوا يحكمون من خلال مهاراتهم السياسية وقدراتهم الروحانية حيث كان يعتقد أن لهم القدرة على الاتصال بالقوى الطبيعية الخارقة. وكانوا بين عشائرهم يمثلون الطبقة الراقية. وكان يوجد مجلس عام لهذه العشائر يضم حكماؤها ورؤساء العشائر ليدير أمورهم السياسية والدينية.

## الفن

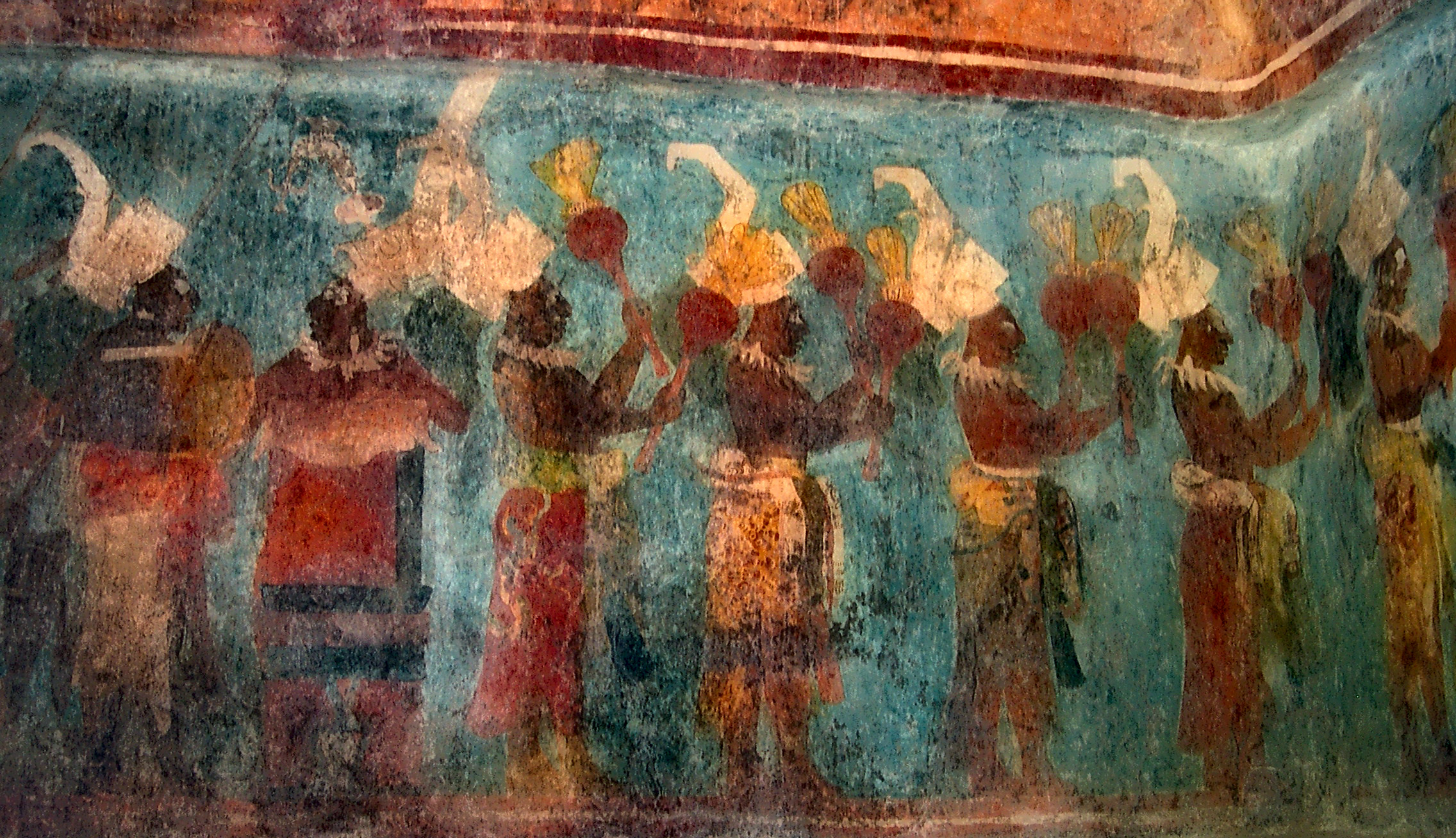
بونامباك.

كان فن المايا في العصر الكلاسيكي (250 - 900 م) على مستوى عال من التطور والحرفية الجمالية. تبين المنحوتات والنقوش المصنوعة من الجص في بالينكي والتماثيل في كوبان على جمال ودقة شكل الإنسان في الحضارات الكلاسيكية للعالم القديم. ولا يوجد حاليا ألا بعض الدلائل على وجود الرسوم المتطورة للمايا الكلاسيكية؛ وأغلب المتبقي هي فخارات الجنائز والسيراميك، والأبنية في بونامباك التي تحمل الجداريات القديمة التي نجت بالصدفة. وقد نجا اللون الفيروزي الجميل ('المايا الزرقاء') خلال القرون الماضية بسبب الخصائص الكيميائية الفريدة لهذا اللون. واكتشف مؤخرا في سان بارتولو جداريات فنية رائعة وأيقونات متقنة لأواخر ماقبل الكلاسيكية. تبين بعد فك بعض رموز المايا النصية أنها كانت واحدة من الحضارات القليلة التي يضع فيها الفنانين اسمائهم على أعمالهم.

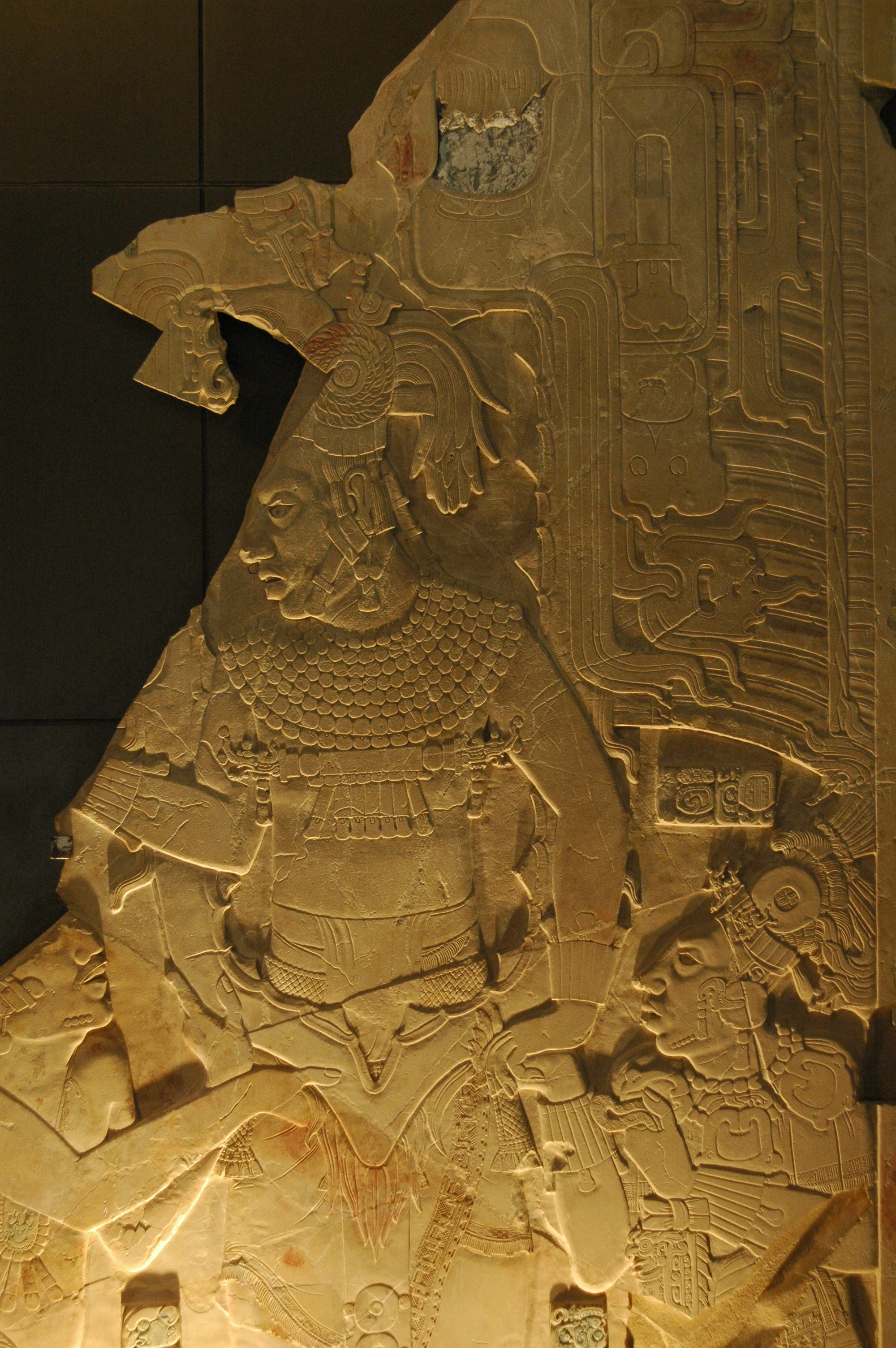
ملك بالينكي (أهكال مو'ناب الثالث)، حجر من القرن الثامن.
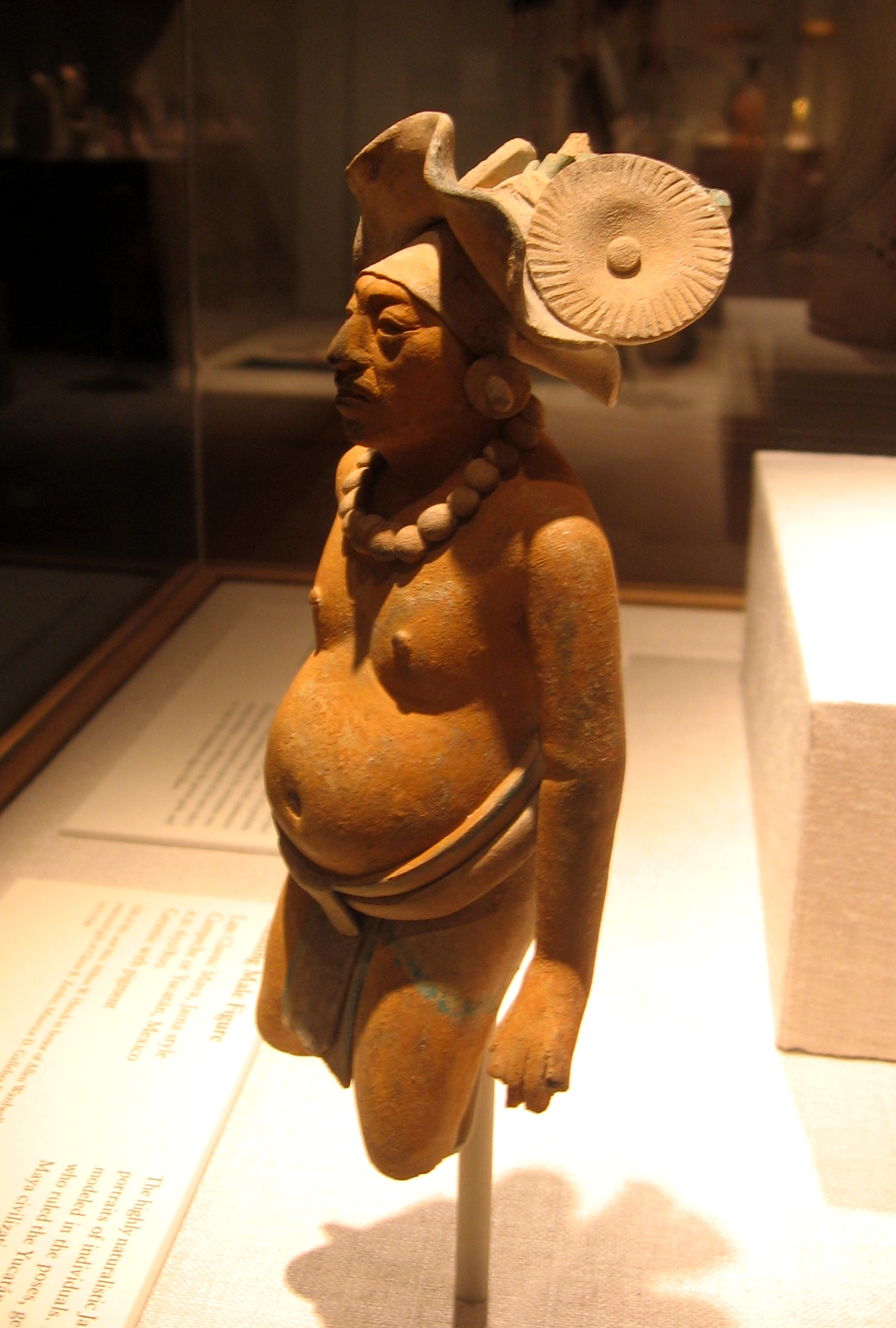
تمثال جزيرة جاينا، 650 - 800 م.
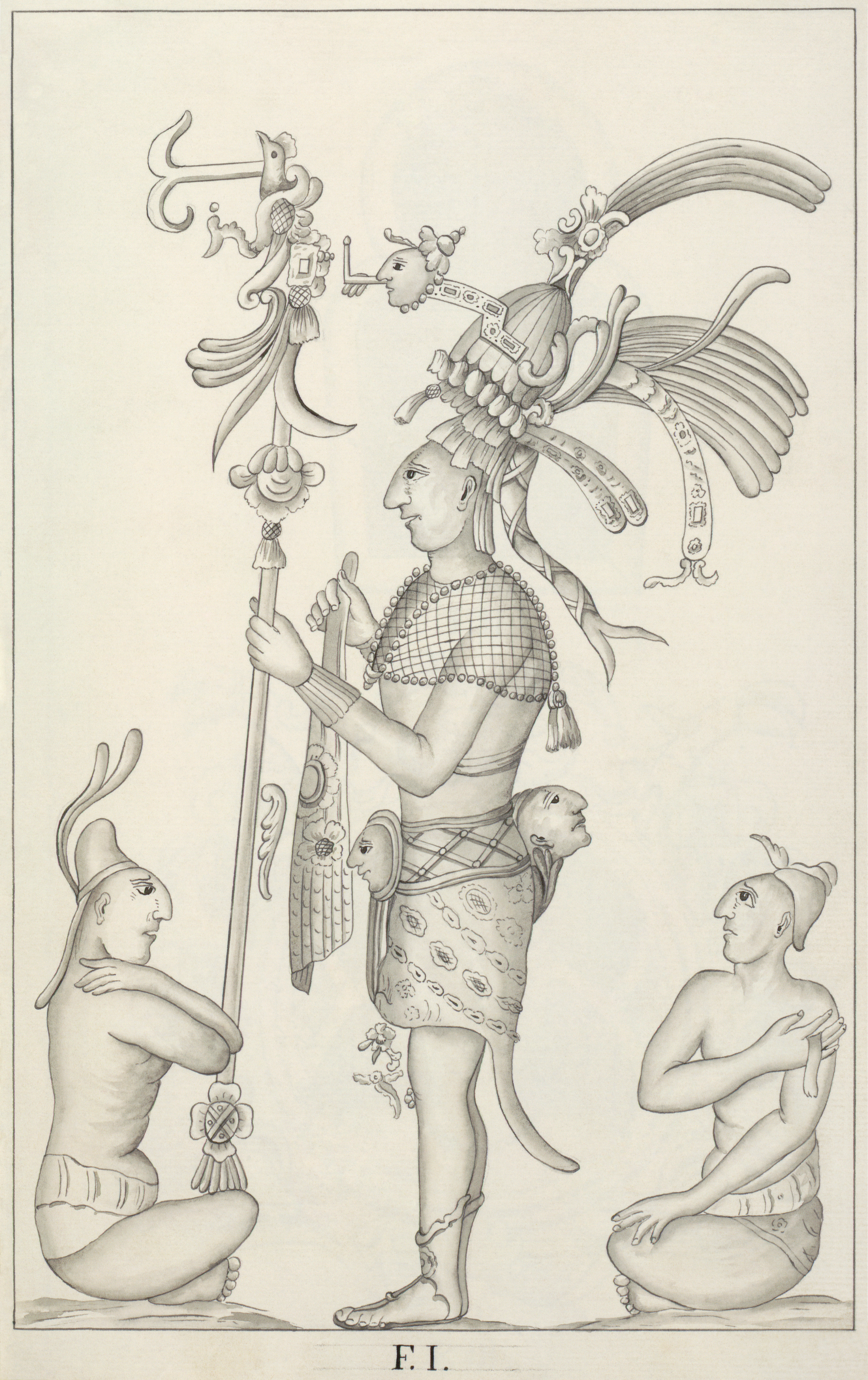
تمثال توضيحي من الجص في بالينكي، ويرجع تاريخها إلى 670 م.
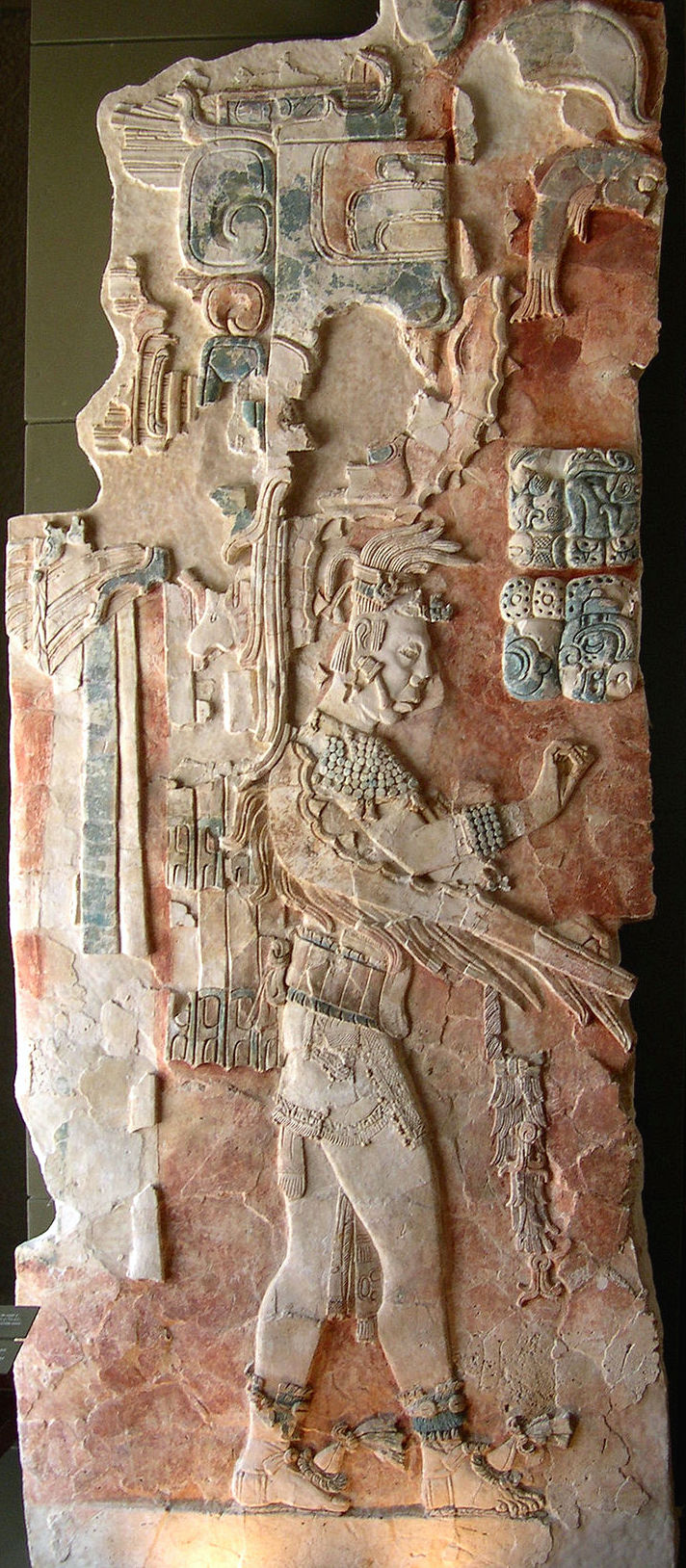
نحت غائر في متحف بالينكي.
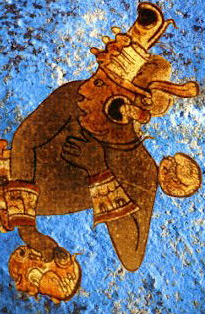
محارب بخلفية المايا الزرقاء (أزول).

## الزراعة

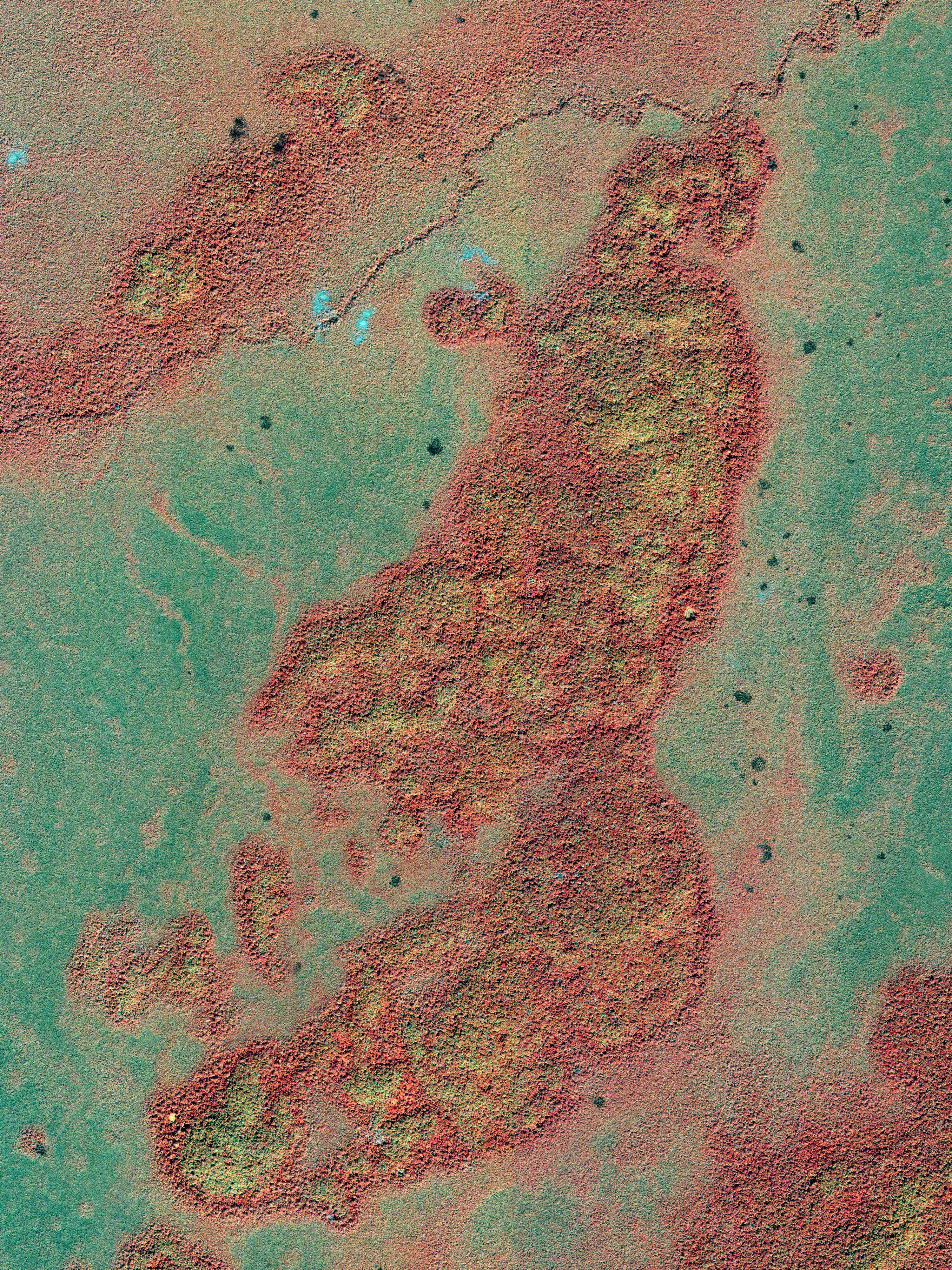
صورة بألوان كاذبة لمنطقة باجو (الأراضي المنخفضة) في غواتيمالا. تم التقاطها من القمر الإصطناعي (إيكونوس). الغابة التي تغطي مواقع آثار المايا تبدو باللون الأصفر، على عكس اللون الأحمر للغابات المحيطة. و«باجو» المزروعة المتناثرة تظهر باللون الأخضر المزرق.

كان لدى المايا القدماء أساليب متنوعة ومتطورة لإنتاج الغذاء. وكان يعتقد في السابق أن الزراعة المتنقلة تؤمن معظم الاحتياج من الغذاء ولكنهم فيما بعد فكروا بالزراعة المستقرة عن طريق الحقول المرتفعة، المدرجات وحدائق الغابات، كانوا يزرعون البذور في حفر يحفرونها بعصي من الخشب مدببة، واستعملوا الأسمدة وكانوا يزرعون الحدائق حول البيوت وفي الشرفات. وفي بعض المناطق كان للحصاد البري أهمية خاصة لدعم الزيادة السكانية الكبيرة خلال الفترة الكلاسيكية.
يوجد في الوقت الحالي بعض الاثار التي تدل على تنوع النظم الزراعية المختلفة:
- الحقول المرتفعة المتصلة بواسطة قنوات ويمكن رؤيتها خلال الصور الجوية.
- رواسب اللقاح الموجودة في البحيرات تبين اثار زراعة كل من الذرة، الكاسافا، بذور عباد الشمس، القطن ومحاصيل أخرى تمت زراعتها مرتبطة مع إزالة الغابات في أمريكا الوسطى منذ 2500 سنة قبل الميلاد.

كانت حيواناتهم اللاما والكلاب وكان محصولهم الرئيسي الذرة وفاصولياء والأفوكادو والفلفل الحار والبابايا والأناناس والكاكاو، وكذلك كانوا يزرعون والبطاطس والكينا والطماطم وأشجار الكوكا. كان الكاكاو مشروبا مفضلا بعد إضافة الماء والفلفل الحار له، وكانت المرأة تطحن الذرة بالرحى الحجرية وتصنع منه مشروبا مفضلا أو تخبزه ككعكة فوق بلاطة من الفخار الساخن. وكانوا يشربون عسل النحل المخمر وعليه لحاء (قشر) شجر البلش (balche)، وكانوا يصطادون الأرانب والغزلان والديوك الرومية لتناول لحومها، ويربون الديوك والبط والكلاب كحيوانات أليفة داخل البيوت، ويتناولون الأسماك. وأثناء راحتهم من العمل كانوا يصنعون الأدوات الحجرية والتماثيل الطينية الصغيرة وينقشون الأحجار الكريمة ويجدلون الحبال ويصنعون السلال والحصر. وكانت المرأة تصنع أواني الفخار الملون من فتائل ملفوفة من الطين وتنسج من ألياف القطن العباءات والقمصان ومئازر الرجال ليستروا بها عوراتهم. وكانوا يستعملون لحاء شجر التين البري كورق الذي كان يستخدم في الأغراض الاحتفالية.
استمرت شعوب المايا الحديثة بممارسه العديد من هذه الأنماط التقليدية للزراعة، بالرغم من أنها أنظمة ديناميكية تتغير مع تغير الضغوط السكانية، الثقافات، نظم الاقتصادية، تغير المناخ، وتوفر الأسمدة والمبيدات الحشرية.

## الهندسة العمرانية
أمتدت الهندسة المعمارية للمايا آلاف السنين، وأغلب ما يعرف عن المايا هي الأهرامات الكثيرة لفترة ماقبل الكلاسيكية. ومواقع الكهوف تعتبر مهمة لشعب المايا، ومنها : كهف جولجا، كهف ناج تنيش، كهوف كانديلاريا، كهف الساحرة. هناك أيضا الكهوف الأسطورية بين شعب المايا. ولا تزال بعض مواقع الكهوف تستخدم عند المايا الحديثة في مرتفعات تشياباس.
يعتقد أن المعابد والأهرامات يتم تشكيلها وإعادة بنائها كل 52 سنة تزامنا مع تقويم المايا (العد الطويل). ويبدو أن عملية إعادة البناء تتم بتحريض من كل حاكم جديد أو بسبب أمور سياسية. ومع ذلك، فإن عملية إعادة بناء أعلى المباني القديمة مشتركة. وأبرزها، الاكروبول الشمالية في تيكال يبدو أنه تم عليها 1,500 سنة من التعديلات المعمارية. وتوجد تسعة مجمعات اهرام توأمية في تيكال وواحد منها في ياكسا ولكسلو. والتي في تيكال كانت تستخدم لاحياء ذكرى نهاية دورة (كاتون - k'atun) مدتها 20 عاما. ومن خلال رصد العديد من العناصر المتناسقة والأساليب المتميزة، أصبحت بقايا الهندسة المعمارية للمايا أداة هامة لفهم تطور حضارتهم القديمة.

### التصميم الحضري

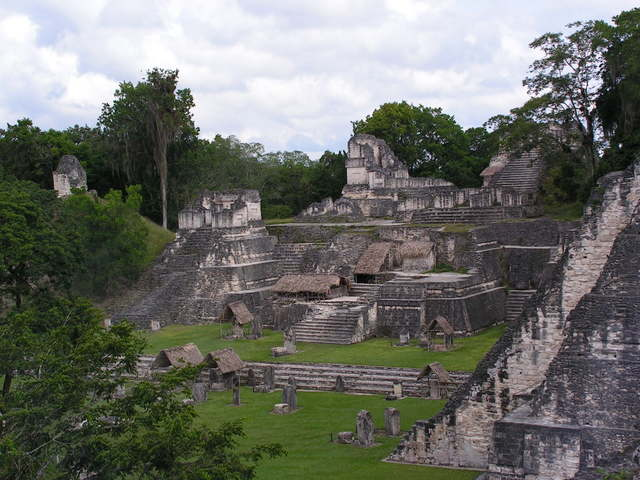
شمال الأكروبوليس، تيكال ،غواتيمالا

يبدو أن تخطيط مواقع المدن المايا ضعيف بسبب أنتشارها في التضاريس الجغرافية المختلفة في أمريكا الوسطى. يميل العمران في المايا إلى اندماج كبير مع المعالم الطبيعية، حيث بنيت مدنهم عشوائيا إلى حد ما وفقا لتضاريس كل موقع مستقل. على سبيل المثال، نمت بعض المدن في بلديات مترامية الأطراف على سهول الحجر الجيري المسطحة شمال يوكاتان، في حين أن أخرى بنيت في تلال أوسوماكينتا حيث تم استغلال المرتفعات الطبيعية للتضاريس لرفع الأبراج والمعابد إلى آفاق مثيرة للإعجاب.
يمكن وصف التصميم الحضري للعصر الكلاسيكي بأنه يقسم المساحات إلى آثار كبيرة والجسور. كان التصميم الحضري يرتكز في الساحات العامة المفتوحة وأماكن تجمع الناس، بينما المساحات الداخلية تعتبر ثانوية. في أواخر فترة ما بعد الكلاسيكية تطورت المدن الكبرى إلى مبان شبيهة بالقلاع الحصينة الدفاعية بنسبة أكبر من الفترة الكلاسيكية.
خلال العصر الكلاسيكي يكون بدء تشييد المباني على نطاق واسع على أساس محاور محددة سلفا بأتجاهه أساسي، تعتمد على مواقع الموارد الطبيعية كمياه الآبار العذبة، أو الفجوات الصخرية (سينوتي)، وتنمو المدينة بواسطة الجسور مكلسة أو «الطرق البيضاء» لتربط الساحات الكبيرة مع المنابر المتعددة التي أنشئت لتكون قريبة لجميع مباني المايا. بدت مدن المايا الكبرى تأخذ الطابع العشوائي التي تتناقض بشكل حاد مع غيرها من المدن الكبرى في أمريكا الوسطى مثل تيوتيهواكان.

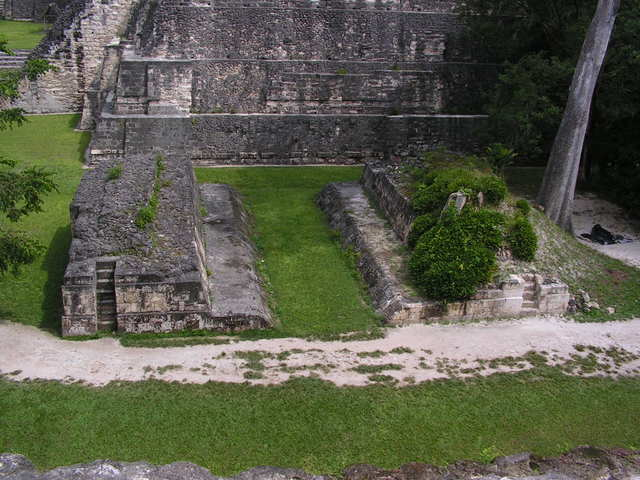
ملعب الكرة (Ballcourt) في تيكال ،غواتيمالا

تحيط الساحات في قلب مدينة المايا أهم المباني الحكومية والدينية مثل الاكروبول الملكي، معبد الهرم الأكبر، وبعض الأحيان ملاعب الكرة التي تشتهر بها المايا (ballcourt). بالرغم من تأسيس المدينة على حسب تضاريس الطبيعة، فقد وضعت اهتمامات كبيرة على توجيه المعابد والمراصد وفقا لتفسير المايا لمدارات الأجرام السماوية. وفي خارج مركز هذه المعابد توجد المعابد الأصغر والمباني الأقل شأنا، وخارج المدن الأساسية الدائمة التطور توجد المنازل الدائمة التواضع لعامة الشعب.

### مواد البناء
الغريب في منشآت المايا العظيمة أنها تفتقر إلى العديد من التقنيات المتقدمة اللازمة للبناء. حيث أنهم لم يستخدموا حيوانات الجر كوسيلة للنقل، ولم يستخدموا الأدوات المعدنية وحتى البكرات، حيث أن منشآت المايا الهندسة تتطلب قوى عاملة وفيرة. أما بالتسبة للمواد المتبقية يبدو أنها متاحة ومتيسرة، حيث أن جميع الحجارة للمنشآت تؤخذ من مقالع محلية. وغالبا ما يستخدمون الحجر الجيريالذي يتميز بسهولة النقش والحفر بواسطة الأدوات الحجرية. بالإضافة إلى استخدام الحجر الجيري في البناء، فقد استخدم الكثير منه بعد سحقه وحرقة ليصبح ملاط الذي يشابه الاسمنت في خصائصه ويستخدم بشكل كبير في تشطيب الزخرف الجبسية.
فيما بعد قللت التحسينات في تقنيات مقالع الحجارة ضرورة هذه الزخارف الجبسية من الحجر الجيري وبدأت الأحجار تناسب ذلك أكثر، مع ذلك ما زالت عنصرا مهما لبعض دعامات السواكف والأسقف. وإذا كانت المنازل للسكان العاديين، تستخدم اعمدة الخشب، والطوب والقش من المواد الأولية؛ وقد تم اكتشاف حالات لمنازل العامة من الشعب مصنوعة من الحجر الجيري أيضا. ومن المميز في هندسة المايا المعمارية قوس الطنف (تعرف أيضا باسم «القوس الكاذب»)، التي تسمح لمزيد من المداخل المفتوحة، وقد حسنت المداخل ودعاماتها.

### منشآت بارزة
- مسارح الاحتفالات : وتكون عادة من الحجر الجيري وعادة يكون ارتفاعها أقل من أربعة أمتار حيث تجري فيها الاحتفالات العامة والطقوس الدينية. وقد شيدت على أساس منصات نموذجية، وتكون معلمة برموز منحوتة، مذابح، وأحيانا برفوف الجماجم (tzompantli) وهي عبارة عن أوتاد تستخدم لعرض رؤوس الضحايا أو المهزومين من لعبة كرة أمريكا الوسطى (Ballgame).
- القصور : وعادة تكون كبيرة ومزينة بشكل كبير، وتكون قريبة من وسط المدينة وتضم النخبة من السكان. يطلق اسم الأكروبوليس على أي قصر ملكي كبير أو يتكون من العديد من الغرف، وغالبا ما تكون هذه من طابق واحد وتتألف من غرف كثيرة صغيرة وعلى الأقل فناء داخلي واحد؛ تأخذ هذه المباني في عين الاعتبار مهام المقيم، وكذلك الديكورات اللازمة لمكانة سكانها.

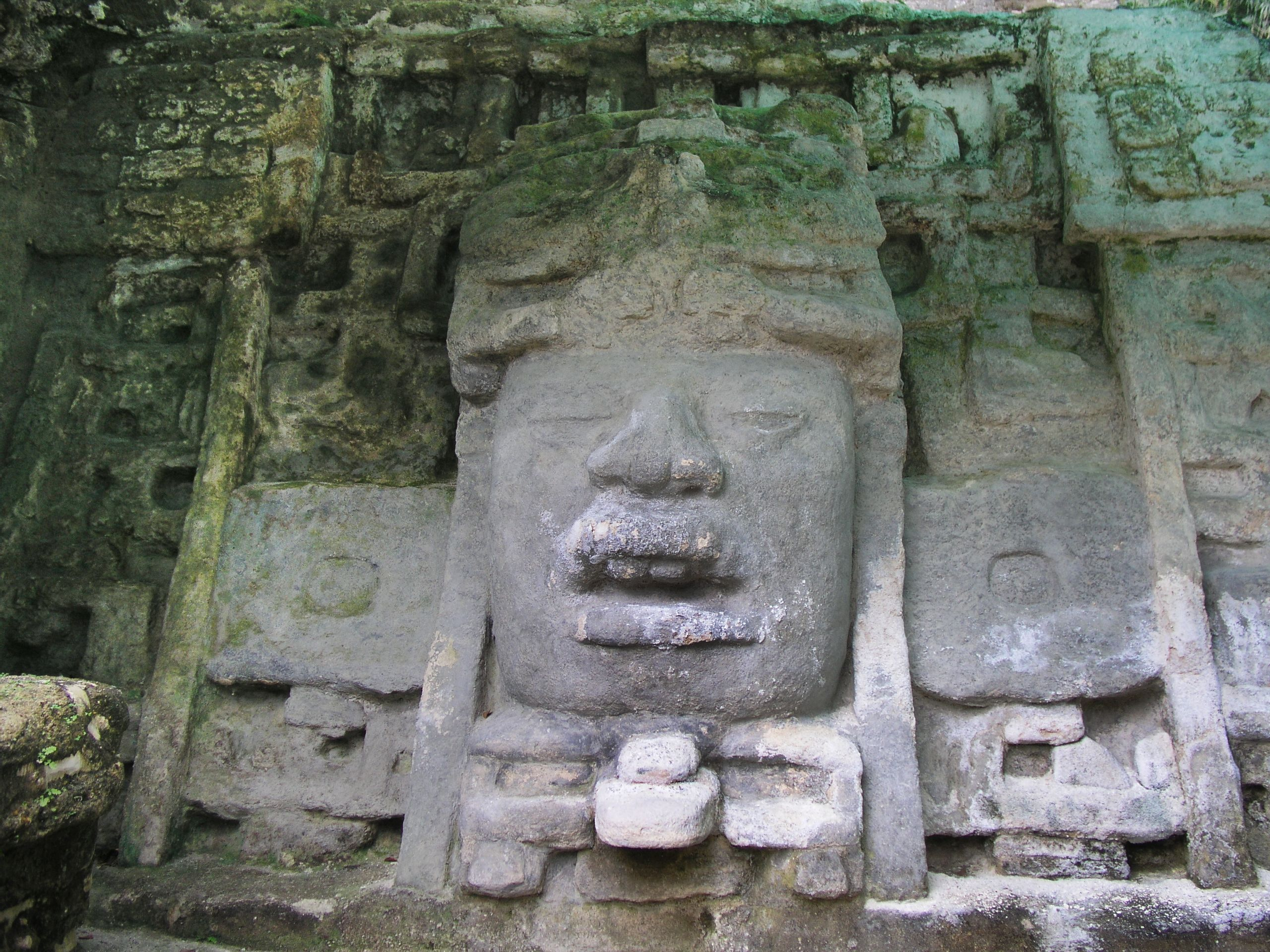
تفاصيل نحت لجدار معبد القناع في لاماناي.
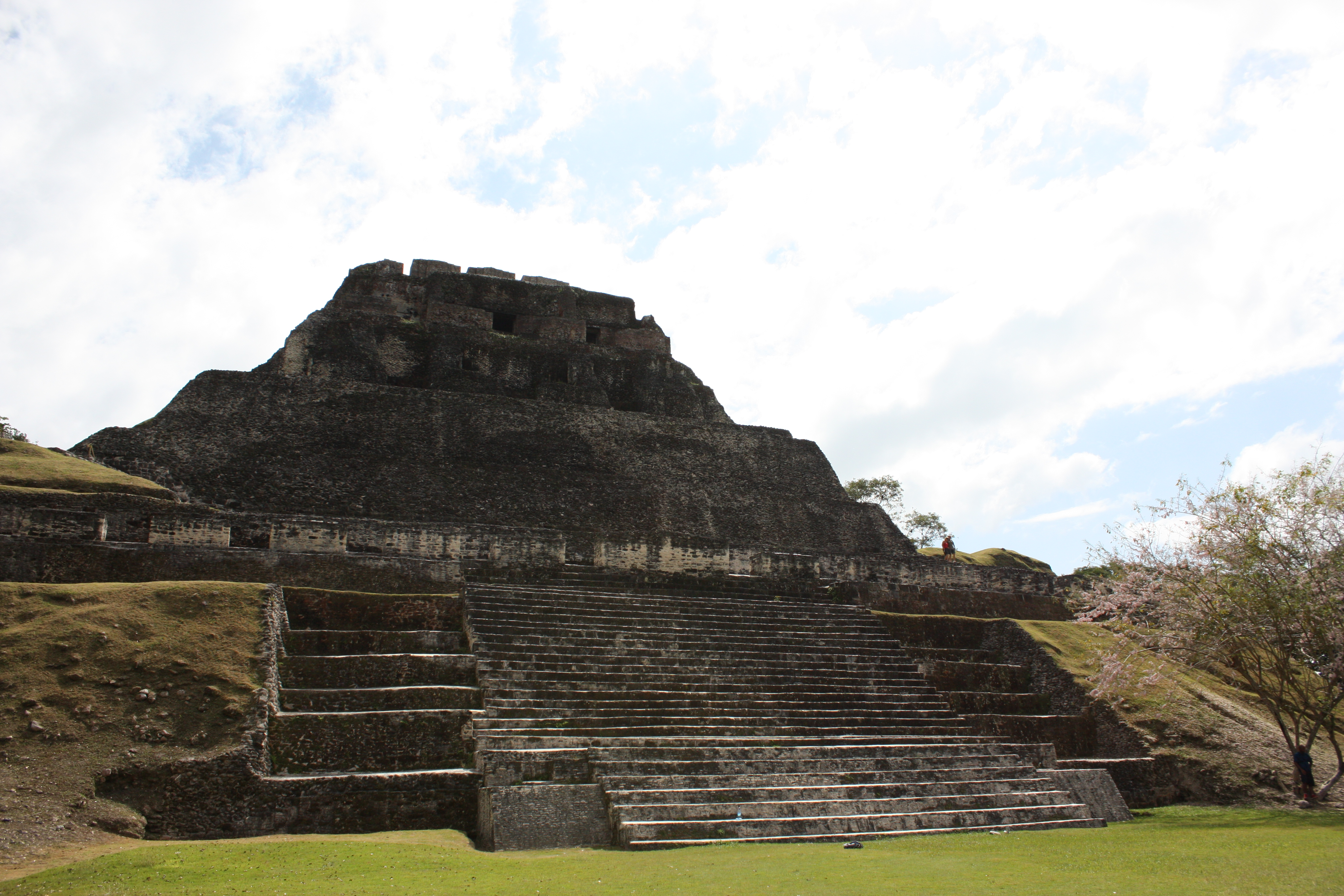
إل كاستيلو أي القصر بالإسبانية وتقع في سونانتونش ويبلغ ارتفاعه 40 متر.
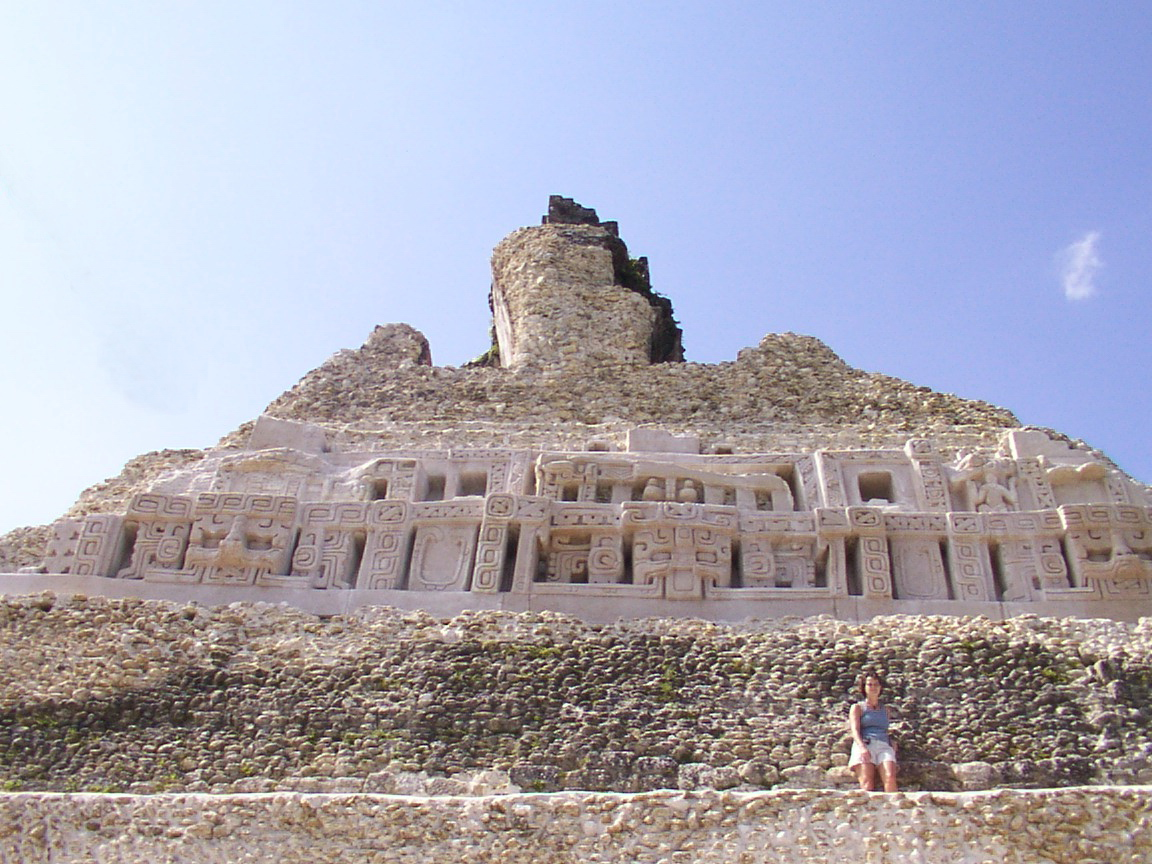
فريز قصر إل كاستيلو.
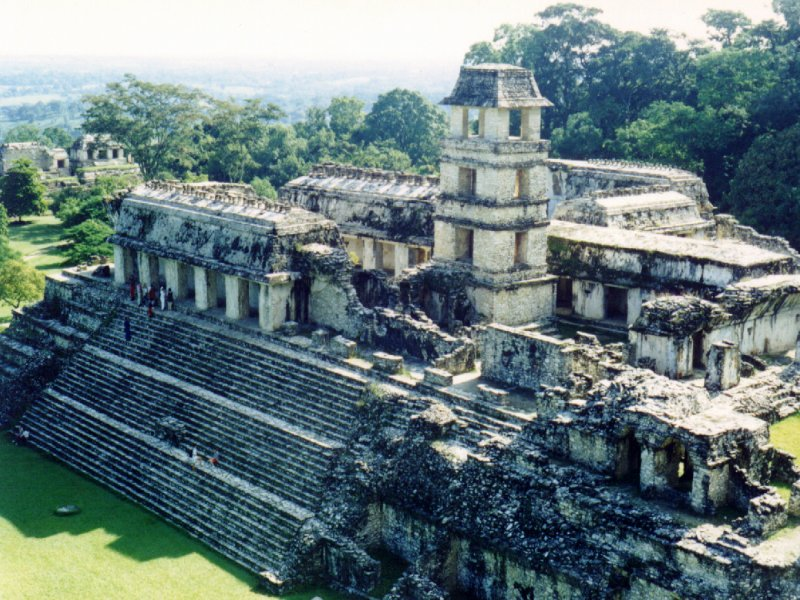
القصر الرئيسي في بالينكي، القرن السابع بعد الميلاد.
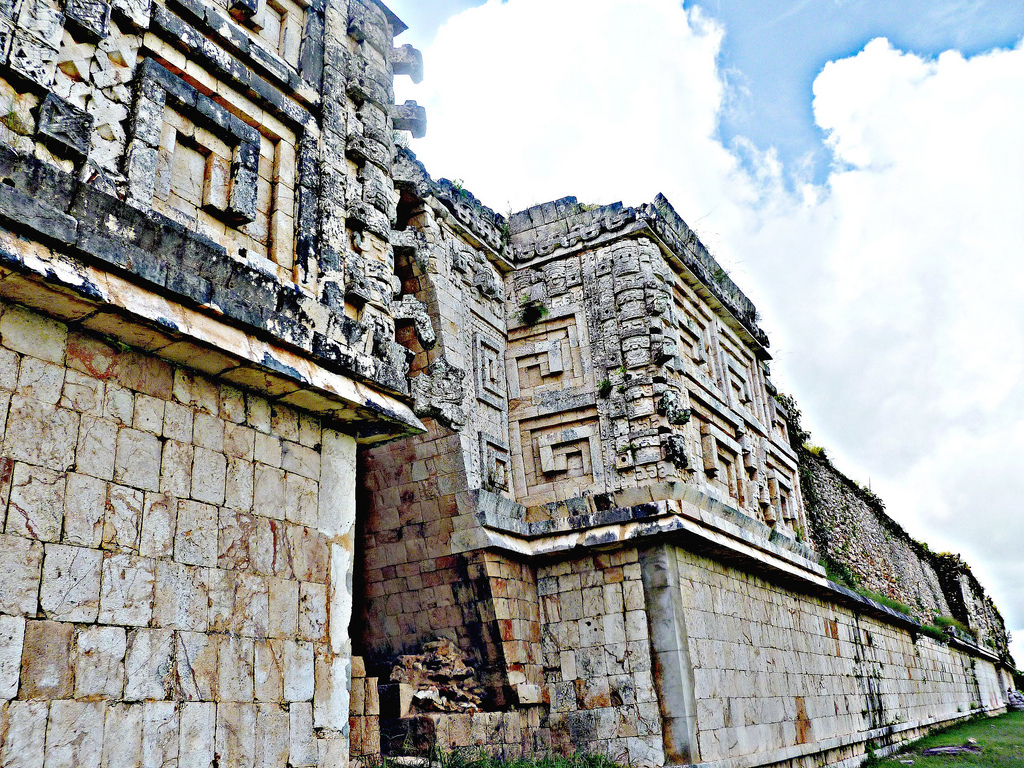
قصر الحاكم منظر خلفي مع التفاصيل، القرن العاشر في أوكسمال.
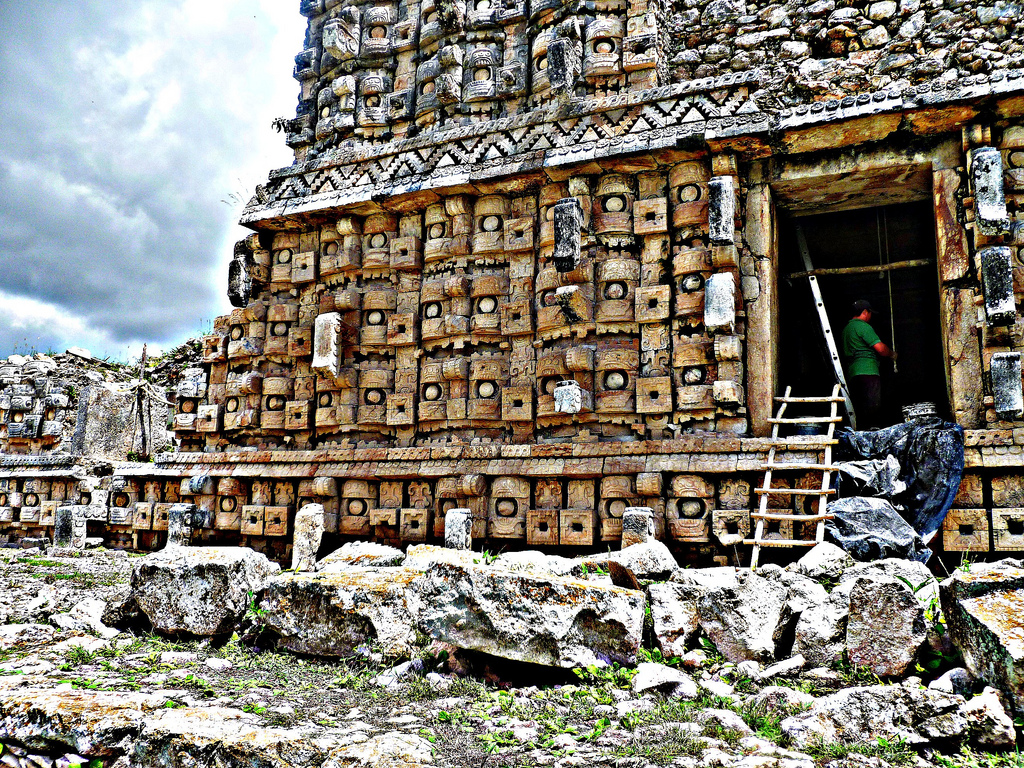
كودز بوب أي الحصير المتدحرج وتقع في كاباه، بين القرنين السابع والعاشر.

- المجموعات-E  : وهي تنظيم بنيوي معين في مراكز عديدة في منطقة المايا. وهي موجهة ومتحاذية لأحداث الفلكية محددة (في المقام الأول الانقلاب والاعتدالان الشمسي)، ومن المعتقد انها كانت مراصد. ويرافق هذه المباني نقوش تصويرية تربط المراقبة الفلكية بالأساطير العامة. تسمى المجمعات بالمجموعة (E) وتقع في واكساكتون، وهي أول توثيق لوسط أمريكا.
- الأهرامات والمعابد : غالبا ما تكون المعابد الدينية المهمة على قمة الأهرامات الشاهقة، حيث يفترض بها أن تكون أقرب مكان إلى السماء. تشير الاكتشافات الحديثة بعض الاستخدام الواسع للأهرامات كمقابر، لكن المعابد نادرا ما تحتوي على المدافن. تقع المعباد في قمة الأهرامات، على علو أكثر من 200 قدم تقريبا، مثل الميرادور وتعلوها قمم للزينة. ارتفاعها يكون في كثير من الأحيان أعلى من الغابة المحيطة بها، وتكون القمم منحوتة لتمثل حكام المايا ويمكن رؤيتها من مسافات شاسعة.
- المراصد : أهتم شعب المايا بالفلك وعلمائها، فقد رسموا خرائط لمواقع ومراحل الأجرام السماوية، وخاصة القمر وكوكب الزهرة. يوجد في المعابد العديد من المداخل وخصائص أخرى تتزامن وتحاذي الأحداث السماوية. يعتقد أن المعابد المستديرة المخصصة للأسطورة کوکولکان كانت تستخدم كمراصد، ولكن لا يوجد دليل على استخدمها لذلك حصرا، وكذلك قد تكون معابد الأهرامات ذات الأشكال الأخرى استخدمت للرصد أيضا.
- ملعب الكرة : هو ساحة اللعب التي تُقَام فيها المباريات وعادةً ما يكون من الحجر؛ على الرغم من اختلاف شكلها وحجمها فأغلب الملاعب كانت على شكل حرف (I). تُقدر مساحة الملعب حوالي 25 قدمًا عرضاً، و 75 قدمًا طولاً حيث تكون الساحة مسطحة تحيطها جدران جانبية ضيقة مائلة حتى يُسمح في ارتداد الكرة المطاطية.[13] تتميز الملاعب بظاهرة صوتية فريدة خاصة بملعب الكرة، حيث إذا تحدّث أحد في المعبد في الطرف الجنوبي يتردد صدى الصوت على طول جدران المعبد الشمالي[14]..

## الكتابة والمعرفة

### نظام الكتابة
نظام الكتابة للمايا (وتسمى أحيانا هيروغليفية للتشابه السطحي مع كتابة مصر القديمة)، تعتبر مزيجا من الرموز الصوتية واللفظية. وتصنف غالبا على أنها رمزية (logographic) أو (بشكل أكبر) كتابة مقطعية (logosyllabic)، حيث تلعب نظام الكتابة المقطعية دورا هاما. وتعتبر نظام الكتابة الوحيدة في العالم الجديد (ما قبل كولومبوس) والمعروفة لتمثل اللغة المنطوقة لهذا المجتمع. تشمل النصوص الكتابية مايقرب من أكثر من ألف رمز مختلف، وقليل منها لديها اختلاف في نفس العلامة أو المعنى، والعديد منها تبدو نادرة أو تقتصر على مناطق معينة. وفي أي وقت لا يستخدم أكثر من 500 رمز تقريبا، ونحو 200 منها لها تفسير لفظي أو مقطعي.
يعود أقدم النقوش في تاريخ مايا إلى ما بين عامي 200-300 ق.م. لكن قد سبق ذلك عدة أنظمة كتابية أخرى تطورت في وسط أمريكا، أبرزها المستخدمة عند الزابوتيك، وقطعة كاسكاجال "Cascajal" الحجرية المكتشفة مؤخرا في حضارة الأولمك. وهناك كتابة ما قبل المايا المعروفة باسم «كتابات ما بعد الأولمك»، التي يعتقد بعض الباحثين أنها تمثل انتقال الكتابة بين الأولمك والمايا. نشرت ناشيونال جيوغرافيك في 5 يناير 2006 نتائج لكتابات المايا التي يمكن أن تعود إلى عام 400 ق.م، مما يدل على أن نظام الكتابة مايا قديمة كأقدم كتابة في أمريكا الوسطى المعروفة في ذلك الوقت وتعود إلى الزابوتيك. في القرون التالية طورت المايا كتاباتها إلى شكل أكثر اكتمالا وتعقيدا من أي دولة أخرى تم العثور عليها في الأمريكتين.
استخدمت كتابات المايا منذ نشأتها وحتى وصول الأوروبيين، وبلغت ذروتها خلال الفترة الكلاسيكية (تقريبا بين عامي 200 و900). رغم تراجع العديد من مراكز المايا (أو هجرت تماما) أثناء أو بعد هذه الفترة، فقد استمرت المهارة والمعرفة لكتابة المايا بين شريحة من السكان، وقد عرف الغزاة الإسبانين الأوائل هذه الفئة من السكان الذين لايزالون يستطيعون القراءة والكتابة. للأسف، لم يعطي الإسبان لذلك أي اهتمام، وقد نتج عن هذا الغزو آثار وخيمة على مجتمعات مايا، وقد فقدت المعرفة فيما بعد ربما في غضون بضعة أجيال.
تم العثور حتى الآن على أكثر من 10,000 نص تقريبا، حيث وجدت في الغالب على النصب الحجرية، السواكف، اللوحات التذكارية والفخار. رسم شعب المايا نصوص على شكل من أشكال الورق مصنوع من لحاء الأشجار، وخاصة من أنواع متعددة من أشجار التين الخانق "Ficus". هذه الأوراق منتشرة في جميع أنحاء أمريكا الوسطى وتعرف حاليا بلغة الناواتل باسم أمات [الإنجليزية]، وهي بالعادة تكون ورقة واحدة طويلة مطوية في صفحات متساوية العرض، على شكل الأكورديون، ولإنتاج المخطوطة يجب أن تكون مكتوبة على كلا الجانبين. بعد الغزو الإسباني بوقت قصير، تم حرق كل المخطوطات التي تم العثور عليها ودمرت من قبل القساوسة الإسبان المتشددين، ومنهم الأسقف دييغو دي لاندا. نجا فقط ثلاثة نماذج من مخطوطات المايا حتى يومنا هذا، تعرف هذه المخطوطات حاليا باسم «مدريد»، «دريسدن»، «وباريس». ونجت صفحات قليلة من الرابعة «جرولر». جرى المزيد من التنقيب في مواقع لمايا حيث كشفت عن أجزاء أخرى مستطيلة الشكل من رقائق طلاء وجص كانت سابقا مخطوطات وقد تضررت نقوشها بشكل كبير حيث أن معظم المواد العضوية فيها قد تهالكت.

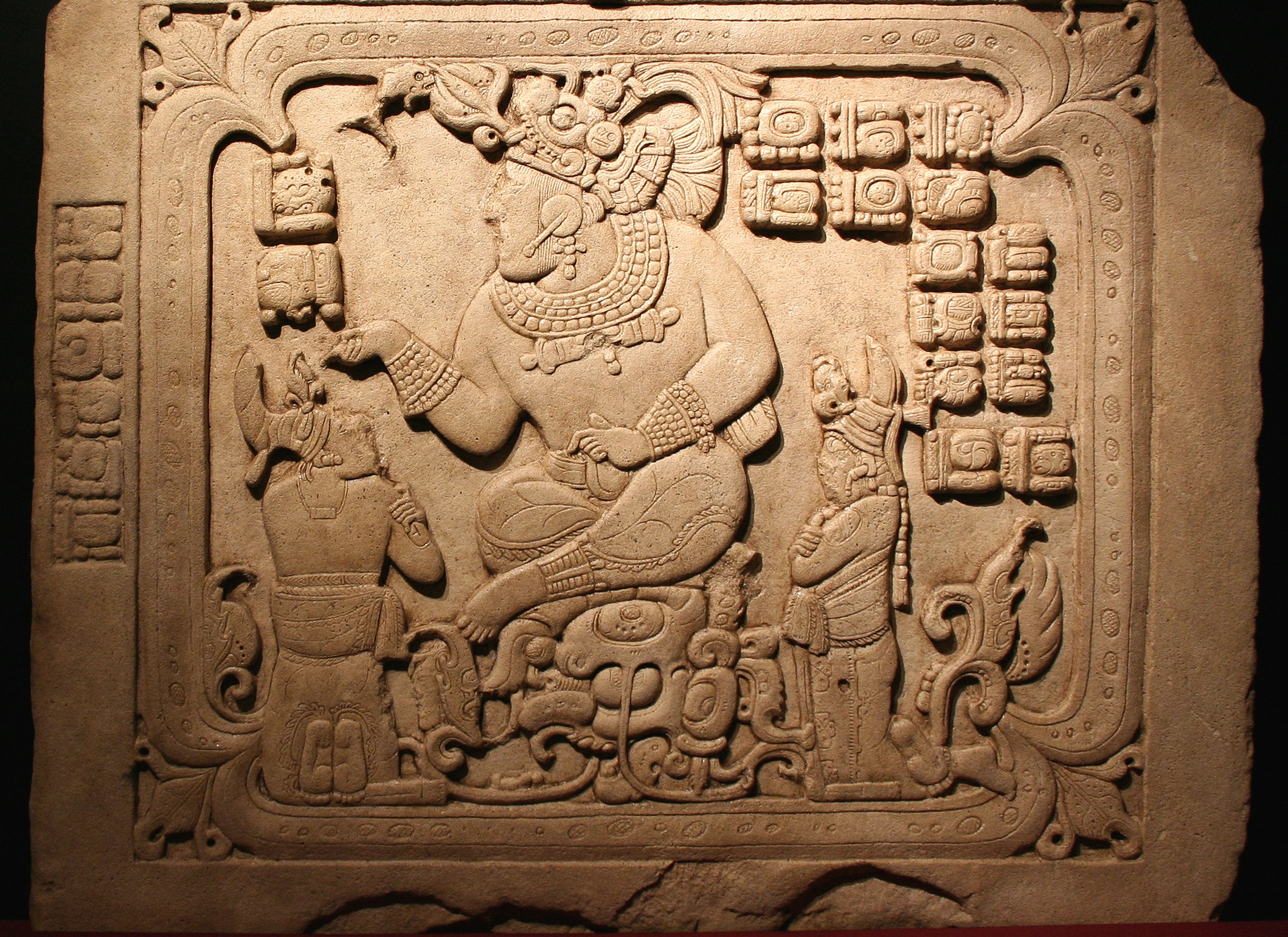
كتابة للمايا على لوحة (كانكوين-Kankuen) تصف الملك (تآه آك شان-T'ah 'Ak' Cha'an)

لقد كانت طريقة فك الرموز واستعادة المعلومات المتعلقة بكتابة المايا عملية طويلة وشاقة. فقد تم فك رموز بعض العناصر لأول مرة في أواخر القرن التاسع عشر وبدايات القرن العشرين، وكان معظمها لها علاقة بالأرقام، التقويم، وعلم الفلك. وقد بدأت الإنجازات الكبيرة في الخمسينات وحتى السبعينات وتسارعت بعد ذلك. بحلول نهاية القرن العشرين، استطاع الباحثين قراءة معظم نصوص المايا بشكل كبير، وما زال العمل الميداني الحالي يبشر بمزيد من المعلومات.
أغلب كتابات ما قبل كولومبوس التي نجت هي التي على اللوحات التذكارية والنقوش الحجرية الأخرى من مواقع المايا، حيث أن الكثير منها هجرت قبل وصول الإسبان. وهذه النقوش التي على اللوحات لتسجل سلالات حكام المواقع وحروبهم. ومن الملاحظ أيضا من هذه النقوش أنها تكشف معلومات حول حياة نساء المايا القديمة. وقد وجد الكثير من ما تبقى من هيروغليفية المايا على فخار الجنائز، ومعظمها يصف الحياة الأخرى.
يوجد حاليا نموذجين من نتائج فك كتابات المايا:
- النموذج الأول فك الرموز. بدأت من العالم قسطنطين رافينز، فقد كان أول من فك رموز ارقام المايا وذلك في عام 1832. في القرن الحالي أجرى العالم الروسي يوري كنوروزف دراسة لفك رموز المايا وقد نشرت في عام 1952، وقد تم إيقاف هذه الدراسة من قبل عدد من علماء الآثار. ولكن تم الاعتراف بجهودهم الآن من قبل علماء حضارة المايا. في الوقت الحالي يوجد فقط حوالي 30 عالم لفك الرموز على مستوى العالم.
- النموذج الثاني في اللغة. بين الدكتور رامون ارزابالو مارين العالم اللغوي والمتخصص في علم المايا (يعرف لغتهم بارغم أنه ليس بعالم فك الرموز) أنه حتى الآن توجد إخفاقات عديدة في فك رموز المايا، وأنها ليست أبجدية (كما بين سابقا دييغو دي لاندا) أو مقطعية، ولكنها رموز ايديوغرافية - logoideographic. في هذا النوع من الكتابات صعب أن تقرأ، كما في اللغات الأخرى حيث تعبر عن التعبيرات الشعبية والدينية، التعابير، إلخ..

### أدوات الكتابة
رغم أن السجلات الأثرية لم تقدم أي نماذج، لكن فن مايا يظهر أن الكتابة تمت بواسطة فراشي مصنوعة من شعر الحيوان والريش. وعادة تتم كتابة النماذج المخطوطة بالحبر الأسود مع الأحمر البارز، يوضح اسم الأزتك لإقليم المايا كما في «أرض الأحمر والأسود».

## الرياضيات

الأرقام عند المايا

أعتمد شعب المايا النظام العددي على أساس 20 (vigesimal) وذلك بالاعتماد على مجموع عدد اليدين والقدمين واستخدموا العدد 5 كنظام للعد كما هو الحال في توزيع أصابع اليدين والقدمين. وكذلك طوروا في فترة ما قبل الكلاسيكية (قد يكون شعب الأولمك سبقهم) بشكل مستقل مفهوم الرقم الصفر وذلك عام 36 ق.م.

## الفلك

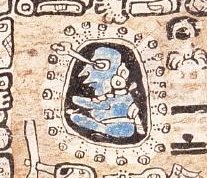
تمثيل لعالم فلك من المايا من الصفحة 34 من مخطوطة مدريد وعينه ممدودة

تميز شعب المايا بالأرصاد الفلكية الدقيقة جدا؛ واستخدمت مخططات حركات القمر والكواكب للتنبؤ بالكسوف والأحداث السماوية الأخرى مثل الوقت بين الاقترانات لكوكب الزهرة. وكان دقة علمهم في الفلك وللتقويم المستمدة منه متفوقة على أي شعوب أخرى معروفة من 1700 سنة مضت.
توجد بعض الأدلة التي تشير إلى أن المايا هم أول من اكتشف سديم الجبار (أوريون) قبل التلسكوب، وما يدعم هذه الدلائل هي الحكاية الشعبية التي تدور رحاها حول منطقة كوكبة الجبار في السماء. ترى مداخنهم التقليدية في وسط لطخة من نارهم المتوهجة التي تتوافق مع سديم الجبار. هذا هو دليل قوي يدعم فكرة أن المايا اكتشفت منطقة منتشرة في السماء وليس بمنطقة محددة للنجوم قبل اخترع التلسكوب. أهتم شعب المايا في أوقات تعامد الشمس فوق الرأس، أغلب مدنهم تقع تحت مدار السرطان وتحدث هذه الظاهرة مرتين في السنة بفترة متساوية من الانقلاب الشمسي.
تحتوي مخطوطات درسدن بيانات مكثفة عن الظواهر الفلكية والحسابات أكثر من أي مخطوطات ناجية أخرى (يبدو أن البيانات في هذه المخطوطة هي في المقام الأول أو حصرا ذات طابع فلكي). كشفت التحاليل والفحص لهذه المخطوطة أن كوكب الزهرة أهم جرم سماوي للمايا، حتى أكثر أهمية من الشمس.

## التقويم

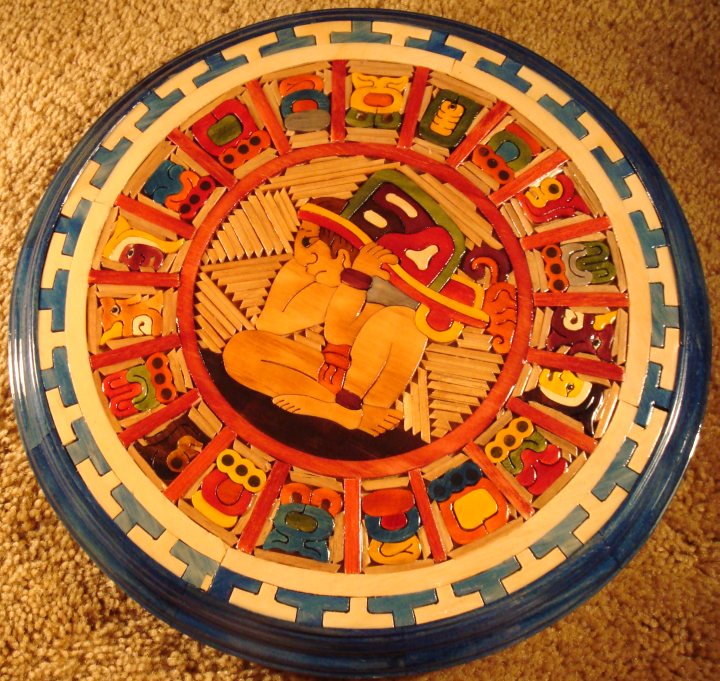
تقويم حديث للمايا

كما هو شائع مع حضارات أمريكا الوسطى الأخرى، فقد قاس شعب المايا طول السنة الشمسية بدرجة عالية من الدقة، حتي انه أكثر دقة من المستخدمة في أوروبا كأساس للتقويم الميلادي. لكنهم لم يستخدموا هذا القياس لطول السنة في تقويماتهم، حيث أن التقويمات التي استخدموها تعد بدائية، كونها على أساس سنة مدتها 365 يوما بالضبط.
يستخدم شعب المايا ثلاثة أنواع من التقاويم، وكلها منظمة على حسب التسلسل الهرمي لدورات أيام لفترات مختلفة.
- العد الطويل وهو التقويم الرئيسي للأغراض التاريخية.
- هاآب وهو تقويم مدني.
- التزولكين وهو تقويم ديني.

تستند جميع تقويمات المايا على العد المتسلسل بدون وسائل مزامنة التقويم إلى الشمس أو القمر، وبالرغم من ذلك فإن تقويم العد الطويل والهاآب تحتوي على دورات من 360 و365 يوما على التوالي، التي تقارب مدة السنة الشمسية.
| الأيام         | فترة العد الطويل | وحدة العد الطويل | السنوات الشمسية التقريبية |
| -------------- | ---------------- | ---------------- | ------------------------- |
| 1              |                  | 1 ك'ين           |                           |
| 20             | 20 ك'ين          | 1 وينال          |                           |
| 360            | 18 وينال         | 1 تون            | 1                         |
| 7,200          | 20 تون           | 1 ك'أتون         | 20                        |
| 144,000        | 20 ك'أتون        | 1 ب'أك'تون       | 394                       |
| 2,880,000      | 20 ب'أك'تون      | 1 پيكتون         | 7٬885                     |
| 57,600,000     | 20 پيكتون        | 1 كالابتون       | 157٬704                   |
| 1,152,000,000  | 20 كالابتون      | 1 ك'إنچيل‌تون     | 3٬154٬071                 |
| 23,040,000,000 | 20 ك'إنچيل‌تون    | 1 ألاوتون        | 63٬081٬429                |

ترتيب تقويم العد الطويل على أساس تسلسل الهرمي للدورات كما هو مبين في الجدول. تتكون كل دورة من 20 دورة أقصر تالية باستثناء «تون» الذي يتكون من 18 «وينال». وبهذه النتيجة يصبح مجموع الأيام في «تون» 360 يوما، التي تحافظ على التوافق التقريبي مع السنة الشمسية على مدى فترات متواضعة.

## الدين

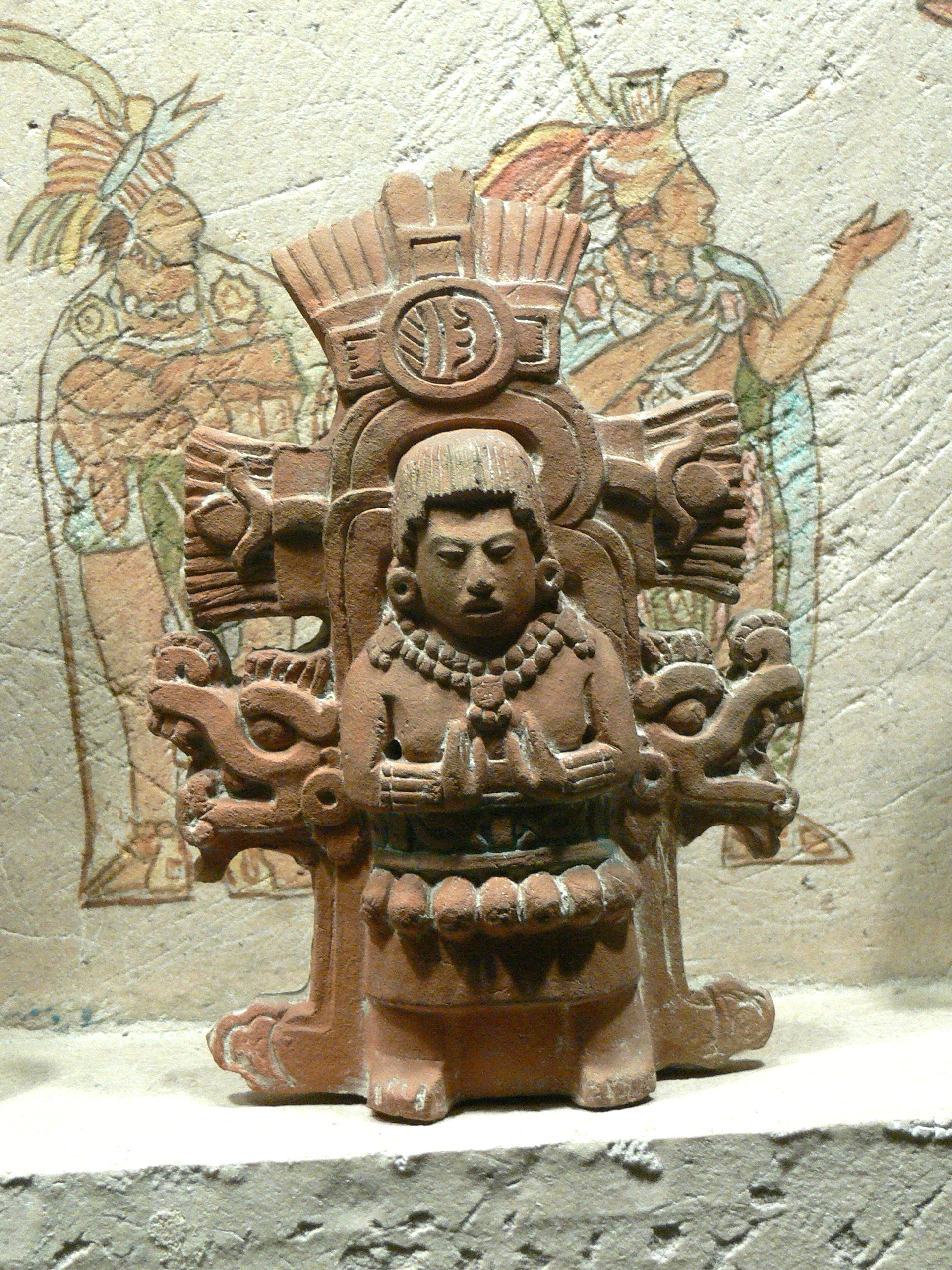
تمثال يمثل أحد كهنة مايا.

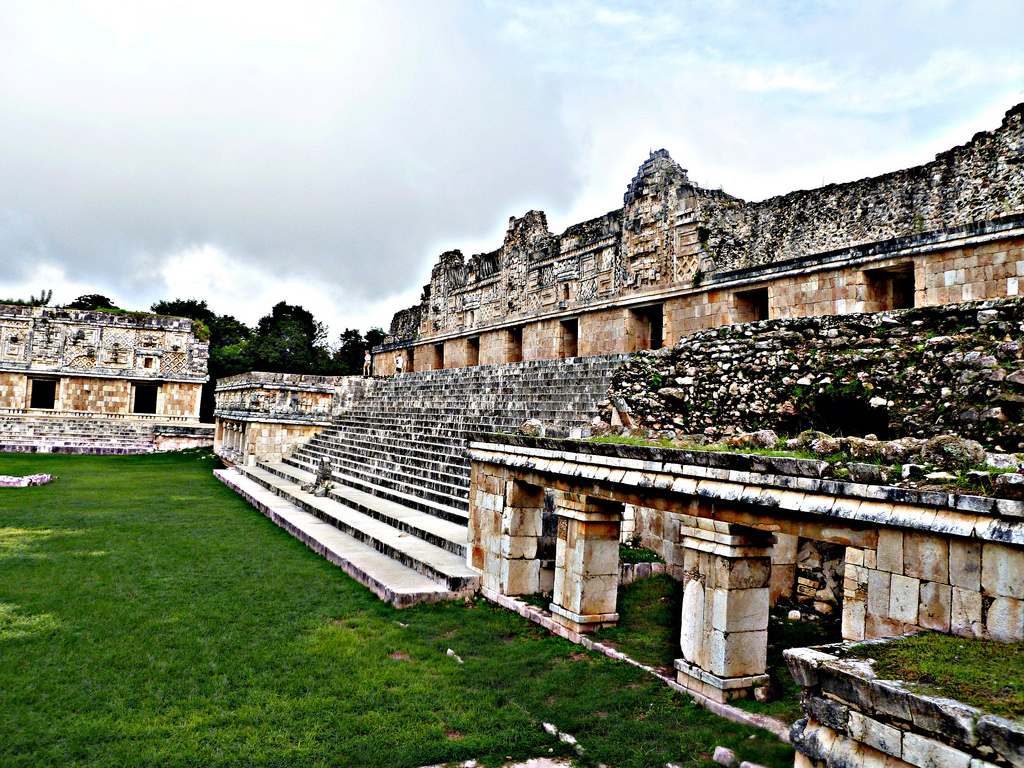
أوكسمال، دير الراهبات الرباعي

كان للدين دورا كبيرا على معظم جوانب الحياة اليومية لمايا، كان لكل يوم في السنة أهمية دينية خاصة، وتكمن أهميتها في الزراعية، الاحتفالات العامة، وفي الفن والثقافة. وكانت أهميتها كبيرة جدا للسيطرة على السياسية، كان لدين المايا ثلاث سمات رئيسية:
- دين تعدد الآلهة: حيث كانوا يعبدون آلهة عديدة في وقت واحد.
- دين طبيعي : حيث كانت الآلهة العناصر، الظواهر الجوية، والأجرام السماوية.
- دين ثنائي : على أساس أن الخير والشر هي الإلهة على حد سواء. وكانت آلهة الخير في صراع مستمر مع الآلهة الشر، ولكنهما لا ينفصلا عن بعض كاليلا ونهارا. ومن الأمثلة الأخرى على الدين الثنائي : الأب والأم حيث أن الأب يرمز إلى التسميد والأم إلى التخصيب؛ وكذلك الحياة والموت (أقرب ما تكون ثنائي يين ويانغ). كان اعتقادهم أن آلهة الخيرة لها أمور إيجابية، مثل الرعد، البرق، المطر ووفرة الذرة. وكانت آلهة الشر لها أمور سلبية، مثل الجوع والبؤس الناجم عن الأعاصير، القحط، والحرب والدمار.

يؤمن شعب مايا بأن الكون مكون من ثلاث طبقات كبيرة، وهي: الأرض، وما تحتها من العالم السفلي وأعلاها السماوات. يتم الوصول إلى عالم المايا السفلي من خلال الكهوف والأنفاق العميقة. وقد كان يعتقد أنه يسيطر عليها آلهة المايا المعمرة كآلهة الموت والتعفن.

### آلهة المايا
عبد شعب المايا آلهة وإلآهات متعددة كالشعوب الأخرى في ذلك العصر. يعتقد أن للمايا أكثر من 160 إله، ومنها :
- هوناب كو: يعتقدون انه خالق كل شيء.
- إتزامنا: ابن «هوناب كو» وهو إله السماء، الليل والنهار.
- كوكولكان: إله الريح ويسمى «الثعبان ذو الريش».
- كنيش أهو: وهو إله الريح.
- إكس شيبل يآكس: وهي زوجة «كينيش أهوا».
- إكسشيل: زوجة «إتزامنا» وهي إلآهة القمر، الفيضان، الحمل، الحياكة والغزل.
- شاك: إله المطر.
- واكاكس يول كآويل: إله الزراعة والذرة، وأحيانا إله الغابة.
- آه بش، كيشين، كيميل، وهون أهوا: وهي آلهة الموت.
- يم كاكس: إله الذرة والحرب.
- زامان إيك: نجمة الشمال «نجم القطب».
- إكستاب: زوجة «كيشين» وتسمى «مرأة الحبل» وهي إلآهة الانتحار.
- إك شواه: عقرب الحرب الأسود.
- ايك: إله الريح.
- كاكوباكات: إله الحرب.

### تصور الكون
تصور المايا أن الكون يتكون من 13 سماء، بعضها فوق بعض، والأرض هي الطبقة الأدنى، يهيمن على كل سماء 13 إله تسمى "Oxlahuntiku"، وتحت الأرض تسعة سماوات، على شكل طبقات أيضا، ويهيمن عليها "Bolontikú"، وآخر سماء هي الجحيم ومملكة آه بش إله الموت.
وأعتقد شعب المايا أنه كانت عوالم أخرى قد دمرتها الفيضانات. وأن العالم الحديث محمي من قبل أربعة أشقاء يسمون "Bacabes"، يتواجدون في الاتجاهات السماوية الأربع. وفي وسط عالم المايا توجد شجرة ياكشي "Yaxche" أو شجرة القابوق، التي ترتفع فروعها إلى السماء وتتخترق جذورها العالم السفلي.

### الطقوس
كان الماياويون يمارسون طقوسا ويقيمون احتفالات القداس لهذه الآلهة في أول السنة الماياوية في يوليو أو في حالة الطواريء كما في المجاعات والقحط والأوبئة والجفاف. وكانت مجموعات من الرجال والنساء يضعون فوق ملابسهم ورؤوسهم الريش والأجراس الصغيرة بأيديهم وأرجلهم عندما يرقصون بالساحة على إيقاع الطبول والمزمار وأصوات الأبواق. وكانوا يتجمعون في ساحة عامة لتكريم الآلهة ويضعون الريش فوق أبواب الساحة، ويقدمون العطايا من الذرة والفاكهة وطيور الصيد والدم الذي كان المتعبد يحصل عليه بثقب شفتيه أو لسانه أو عضوه التناسلي بمخراز، وكان المصلون يشربون مشروبا شعبيا، وبعض المشاركين كانوا يتناولون عقار الهلوسة من الأضاحي البشرية.
كانت لعبة الكرة عبارة عن طقساً مقدساً وليست رياضة شعبية فحسب، بل تعتبر حدثاً سياسياً يرتبط بالعديد من التضحيات البشرية. بينما كانت لعبة الكرة مصدرًا للرياضة والترفيه في أمريكا الوسطى القديمة ، كان لها أيضًا ارتباطات رمزية مهمة حيث حملت الألعاب الاحتفالية قدرًا كبيرًا من الأهمية الدينية تتضمن تمثيل أسطورة الخلق، أو إبقاء الشمس والقمر في مداراتهما المعتادة.تم لعب بعض ألعاب كرة المايا لحل النزاعات المريرة بين المدن المتنافسة أو كوسيلة للحرب. كما رأت حضارة المايا اللعبة على أنها معركة بين آلهة الموت وآلهة الحياة فإن اللعبة ترمز إلى التجديد والحياة.
قواعد لعبة كرة المايا:
- تتكون الفرق في لعبة الكرة من 2 إلى 11 لاعبًا.
- الهدف من اللعبة هو الحصول على أكبر عدد من النقاط.
- الاحتفاظ بالكرة في الهواء من خلال تمريرها المستمر حيث يمنع للكرة ملامسة الأرض.
- يتم تمرير الكرة باستخدام الوركين والساعدين.
- يمنع منعاً باتاً استخدام اليدين والقدمين إلا بحال كانت الكرة خارج الملعب.
- يجب على اللاعبين إرتداء  الدروع الواقية للذراع والورك أثناء اللعب لحماية أنفسهم

من الكرات المطاطية الصلبة ثقيلة - تصل إلى ثمانية أو تسعة أرطال - ويمكن أن تسبب إصابات خطيرة أو حتى الموت.
حوالي 1200 ميلادي، تم تثبيت دوائر حجرية بها ثقب في المنتصف عالياً على جدران ملعب الكرة، بارتفاع يصل إلى ستة أمتار. كان التصويب من خلالها أمرًا نادرًا، ولكن إذا تمكن اللاعب من تمرير الكرة من خلال الفتحة، فسيكون ذلك فوزًا فوريًا.

### الموت في الدين المايا

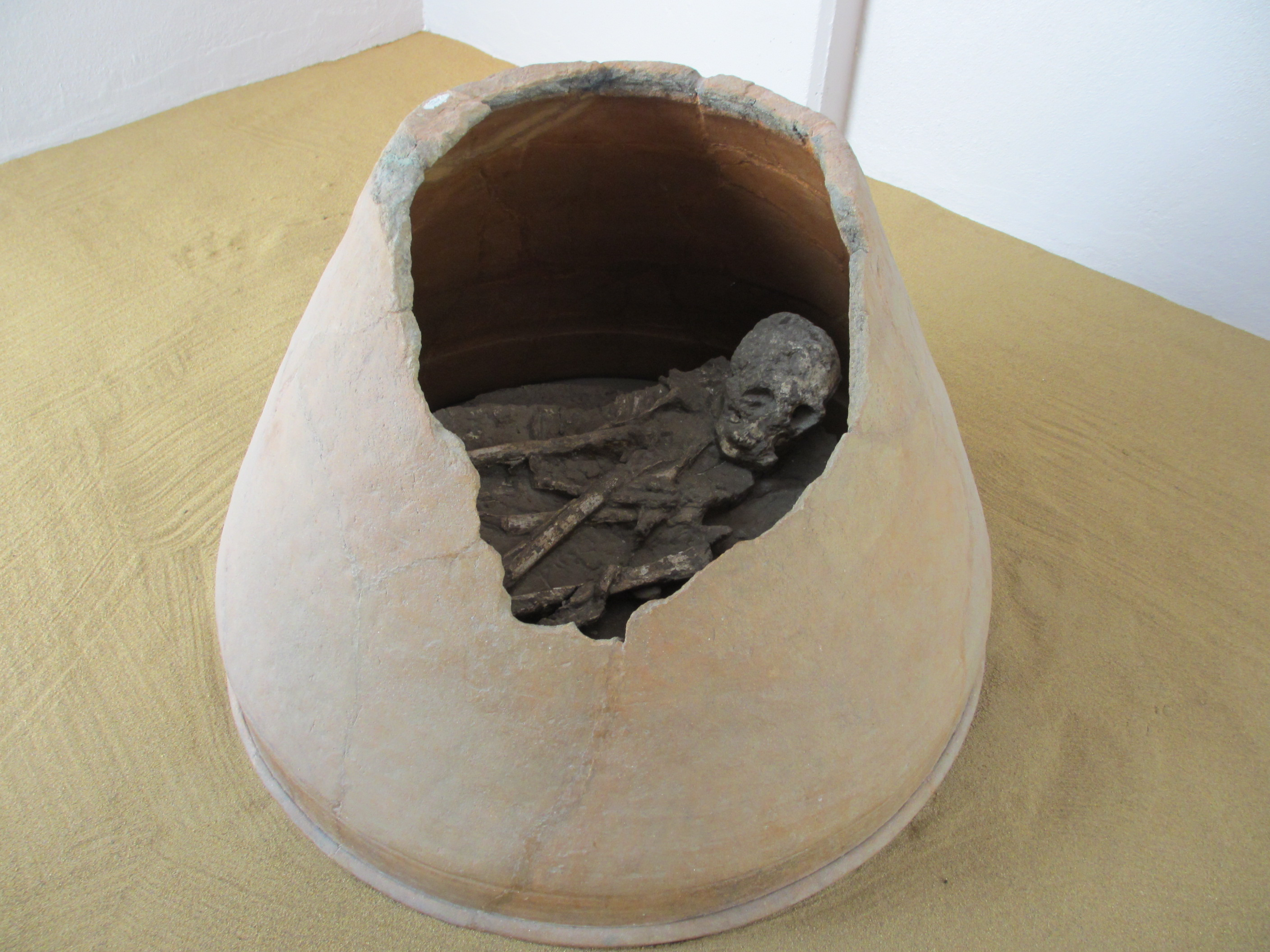
جرة تحتوي على رفات تم أكتشافها في كومالكالكو - تاباسكو.

وفقا لدين المايا، فإن الروح بعد الوفاة تبدأ برحلة إلى العالم السفلي زيبلبا (Xibalba) حيث تعبر النهر بمساعدة كلب - Xoloitzcuintli (الكلب المكسيكي الأقرع [الإنجليزية]). وتنتهي الرحلة في الجنوب حيث أتت الروح. ومع ذلك، وتسير أرواح الموتى المحظوظين كالمحاربين في القتال إلى السماء حيث الجنة (الموت المقدس) مرافقة الشمس.
من أنواع من الموت المقدس المختلفة في أمريكا الوسطى: الحوامل اللآتي يمتن في الولادة الأولى؛ الغرقى، المنتحرين، القتلى من الجذام، المضحين بأنفسهم، والمحاربين الذين قتلوا في المعارك، والذين ماتوا بسبب نوعية الحياة (جيدة أو سيئة) لا يهم كيف مات. وفي نهاية المطاف، تنزل أرواح الذين ماتوا بقداسة إلى العالم السفلي. يعتقد المايا أن روح الشخص التي تذهب إلى العالم السفلي تنشأ من جديد (انبعاث) بشكل مستقل لنفس الفصيلة حيث لا توجد ذاكرة للحياة السابقة.

### التضحية بالبشر
كانت التضحية بالبشر ممارسة شائعة في شعوب أمريكا الوسطى. لمعرفة مصدر التضحية البشرية يجب فهم سبب خلق الإنسان في الكتاب المقدس للمايا بوبول فوه. في كتاب كيشي يروي كيف أن الآلهة الأصلية اتفقت على خلق العالم، ليصبح مسكن الإنسان. وبالتالي تكون مهمة هذا الإنسان عبادة هذه الآلهة وتغذيتها. وبما ان الإنسان يأكل الذرة وهي المادة الغذائية فإن الآلهة ككائنات خارق تغذي الكون الخارق بالطاقة الموجودة في دم وقلب الضحية.
رجح بعض الباحثين (منهم مارفن هاريس) أن التضحية البشرية في أمريكا الوسطى كان بسبب حاجة شعوب المنطقة إلى البروتين. لكن تجدر الإشارة إلى أنه رغم ممارسة أكل لحوم البشر، فهي لم تمتد إلى جميع السكان. واستبعدت طقوس أكل لحوم البشر من الطبقات الدنيا من المجتمع.
وكانت الضحايا البشرية من الأطفال والعبيد وأسرى الحرب، وكانت الضحية تدهن باللون الأزرق ويقتل فوق قمة الهرم في احتفالية طقوسية بضربه بالسهام حتى الموت أو بعد تقييد الساعدين والساقين بينما يشق الكاهن صدره بسكين حادة مقدسة من حجر الصوان فينتزع القلب ليقدم كقربان، وكان القادة من اسرى الأعداء يقدمون كضحية بعد قتلهم بالفؤوس وسط مراسم من الطقوس. وفوق ذلك، لم تكن التضحية بالموت هي النوع الوحيد التي يمارسها أمريكا الوسطى كما يتضح من لوحات بونامباك (Bonampak)، حيث يمكنك أن ترى أعضاء الطبقة الحاكمة (رجال ونساء) توخز السنتهم كي تنزف، وكان الغرض من إعطاء الدم،

## حضارة المايا
اشتهرت حضارة المايا منذ القرن الرابع وحتى مجيء الإسبان بإقامة الأهرامات وفوق قممها المعابد ومساكن الكهان، كما اشتهرت بالفخار الذي كان على هيئة كؤوس إسطوانية لها حوامل وذات ثلاثة أرجل والطاسات الملونة. وكان للمايا كتاباتهم التصويرية وأعمال الفريسك (الأفرسك). وفي غرب بنما عثر على آثار لهم من الذهب والفخار، كما عثر على مقابر لهم. عرفت حضارة المايا الكتابة الرمزية (الهيروغليفية) كما عرفت التقويم عام 613 والسنة الماياوية 18 شهر كل شهر 20 يوم. وكان يضاف للسنة 5 أيام نسيء يمارس فيها الطقوس الدينية. عرفوا الحساب وكان متطورا فالوحدة نقطة والخمسة وحدات قضيب والعشرون هلال وكانوا يتخذون أشكال الإنسان والحيوان كوحدات عددية.
تميزت إمبراطورية المايا القديمة بمبانيها العامة وبيوت كبار رجالها والكهنة التي كانت تبني بالحجارة وكما اشتهرت بمدنها الكبيرة ككولان في هندوراس، وكانت بعض المدن تبني حولها الأسوار، وكانت شوارعها ممهدة وكانت الطرق الممهدة تربط بين المدن الرئيسية.
لم يعرف المايا العربات ذات العجل ولم يستخدموا الحيوانات في حمل الأثقال بل كانوا يحملونها للتجارة على ظهورهم بعد ربطها بحبل يعلق فوق الصدر أو الجبهة أو ينقلونها في قوارب صغيرة بمياه السواحل والأنهار وهي مصنوعة من جذوع الشجر المجوفة بعد تفريغها من لبها بالحفر.